# Chiến dịch Smolensk (1943)
Chiến dịch Smolensk (7 tháng 8 năm 1943 – 2 tháng 10 năm 1943) hay còn gọi là Trận Smolensk lần thứ hai là một Chiến dịch tấn công chiến lược của Hồng quân Liên Xô nhằm vào Cụm Tập đoàn quân Trung tâm của quân đội phát xít Đức, có mật danh Chiến dịch Suvorov. Chiến dịch Smolensk là một phần của Chiến cục hè-thu năm 1943 do Hồng quân Xô Viết phát động tại khu vực Tây Liên Xô. Diễn ra đồng thời với Chiến dịch phản công Hạ Dnepr (24 tháng 8 — 23 tháng 12 năm 1943), chiến dịch Smolensk kéo dài suốt hai tháng, và do Phương diện quân Tây (Tư lệnh: Tướng Vasily Danilovich Sokolovsky) cùng với Phương diện quân Kalinin (Tư lệnh: Tướng Andrei Ivanovich Yeryomenko) và Phương diện quân Bryansk (Tư lệnh: Tướng Markian Mikhailovich Popov thực hiện. Mục tiêu của chiến dịch nhằm đuổi quân phát xít Đức ra khỏi khu vực Smolensk và Bryansk. Trong đó, thành phố Smolensk đã bị quân Đức chiếm đóng suốt gần hai năm, kể từ sau Trận Smolensk diễn ra vào năm 1941.
Mặc dù mật độ phòng thủ của quân Đức ở đây rất dày đặc,nhưng Hồng quân Xô Viết đã phá vỡ phòng tuyến của quân Đức ở nhiều nơi và giải phóng một số thành phố quan trọng, trong đó có Smolensk và Roslavl. Thành quả của chiến dịch Smolensk đã giúp Hồng quân có điều kiện và khả năng tính đến một kế hoạch giải phóng hoàn toàn lãnh thổ Belarus khỏi tay quân Đức. Nhưng, công bằng mà nói, do mật độ phòng thủ của quân Đức khá dày đặc và do quân Đức chống cự rất ác liệt, tiến độ của chiến dịch Smolensk khá chậm. Chiến dịch Smolensk trải qua ba giai đoạn mới hoàn thành được mục tiêu cuối cùng: Giai đoạn 1 từ ngày 7 tháng 8 đến 20 tháng 8; giai đoạn 2 từ 21 tháng 8 đến ngày 6 tháng 9 và giai đoạn 3 từ ngày 7 tháng 9 đến ngày 2 tháng 10.
Chiến dịch Smolensk cũng đem lại nhiều ảnh hưởng đến chiến sự diễn ra ở mặt trận Xô-Đức nói chung và miền Nam Liên Xô nói riêng, nhất là đối với chiến dịch phản công Hạ Dnepr. Nó đã "trói chân" một lượng lớn quân Đức ở khu vực miền Trung Liên Xô. Theo ước tính sơ bộ, người Đức đã phải huy động đến 55 sư đoàn để củng cố cho mặt trận ở Smolensk trong khi chính 55 sư đoàn này đáng lẽ phải được điều xuống phía Nam để ngăn quân Liên Xô vượt sông Dnepr. Với việc bị "trục xuất" khỏi Smolensk, sau khi phải rút khỏi chỗ lồi Rzhev - Vyazma, quân Đức tiếp tục mất một bàn đạp quan trọng để có thể tấn công vào thủ đô Moskva - mối lo ngại lâu nay đối với Bộ Tổng tư lệnh Tối cao Liên Xô STAVKA.
Mặc dù có một kế hoạch riêng nhưng Chiến dịch tấn công Bryansk từ 1 tháng 9 đến 3 tháng 10 năm 1943 cũng có thể được coi là một chiến dịch bộ phận bên cạnh các hoạt động quân sự chính trên hướng Smolensk - Roslavl. Bằng chiến dịch này, Phương diện quân Bryansk không những đã phá vỡ "phòng tuyến Hagen" của Tập đoàn quân 9 (Đức), đánh chiếm trung tâm phòng ngự Bryansk rất mạnh do các quân đoàn bộ binh 35 và xe tăng 46 (Đức) phòng thủ, giải phóng một loạt các thành phố quan trọng từ Krichev đến Novozybkov mà còn hoàn thành nhiệm vụ yểm hộ cho cánh trái của Phương diện quân Tây và cùng với cánh phải của Phương diện quân Trung tâm áp sát Gomen, xiết chặt trận tuyến với hai bên sườn của hai phương diện quân "láng giềng".
Chiến dịch Smolensk bao hàm một số chiến dịch tấn công bộ phận sau đây:
Chiến dịch tấn công Spas-Demensk từ ngày 7 đến ngày 20 tháng 8 năm 1943.
Chiến dịch tấn công Dukhovshina-Demidov lần thứ nhất từ 13 đến 18 tháng 8 năm 1943.
Chiến dịch tấn công Yelnia-Dorogobuzh từ 28 tháng 8 đến 6 tháng 9 năm 1943.
Chiến dịch tấn công Dukhovshina-Demidov lần thứ hai từ 14 tháng 9 đến 2 tháng 10 năm 1943.
Chiến dịch tấn công Smolensk-Roslavl từ 15 tháng 9 đến 2 tháng 10 năm 1943.
Chiến dịch tấn công Bryansk từ 1 tháng 9 đến 3 tháng 10 năm 1943.
Qua 6 chiến dịch kể trên, quân đội Liên Xô đã chiếm được một khu vực rộng lớn phía Đông sông Berezina, uy hiếp các trung tâm phòng thủ quan trọng của quân đội Đức Quốc xã tại phía Đông Belarus trên khu vực được gọi là "Ban công Byelorusssya". Nhiều bàn đạp tấn công quan trọng đã bị quân đội Liên Xô đánh chiếm tại các khu vực Mtislav, Dribin, Lyary, Rudnya, trở thành các điểm xuất phát tấn công trên hướng Tây trong Chiến dịch Bagration.

## Bối cảnh
Sau thất bại chiến lược tại Kursk vào tháng 7 năm 1943, quân đội phát xít Đức đã hoàn toàn mất hết mọi hy vọng giành lại thế chủ động từ tay Hồng quân Liên Xô. Những tổn thất trong cuộc chiến với Liên Xô là rất to lớn, và hơn nữa phần nhiều những tổn thất này lại chính là những binh sĩ dày dạn kinh nghiệm trận mạc, điều này khiến sức chiến đấu của quân Đức giảm sút đáng kể. Họ không thể nào chủ động mở những đợt tấn công mà chỉ có thể giữ thế phòng ngự trước các đợt tấn công của Hồng quân.
Về phía Xô Viết, lãnh tụ Stalin quyết định sẽ tiếp tục thế tiến công có được từ sau thắng lợi mang tính bước ngoặt tại Stalingrad để giải phóng toàn bộ lãnh thổ Liên Xô bị quân Đức chiếm đóng. Hồng quân đã lập ra kế hoạch tấn công vào khu vực sông Dnepr nhằm giải phóng những vùng lãnh thổ của Cộng hòa Xô Viết xã hội chủ nghĩa Ukraina và đẩy quân Đức xa hơn về phía Tây. Bên cạnh đó, nhằm làm suy yếu quân Đức thêm một bước, Hồng quân cũng lập một kế hoạch tấn công vào Smolensk cùng lúc với chiến dịch Dnepr, với mục đích kìm chân một phần lớn quân Đức tại đây và buộc người Đức điều các lực lượng dự bị lên phía Bắc, làm suy yếu lực lượng phòng ngự của Đức ở khu vực sông Dnepr. Cả hai chiến dịch này là một phần của một kế hoạch tấn công chiến lược hè-thu 1943, nhằm mục đích thu hồi càng nhiều càng tốt những vùng lãnh thổ Xô Viết đã bị quân Đức chiếm đóng.
30 năm sau, Nguyên soái Vasilevsky (Tổng tham mưu trưởng Hồng quân năm 1943) đã viềt trong hồi ký như sau:
| “                         | Kế hoạch này, khổng lồ về cả tính táo bạo và quân số tham gia, được thực hiện thông qua một số chiến dịch quân sự: chiến dịch Smolensk, chiến dịch Donbass, chiến dịch tả ngạn Ukraine,... | ” |
| — Nguyên soái Vasilevsky, | |   |

### Địa hình

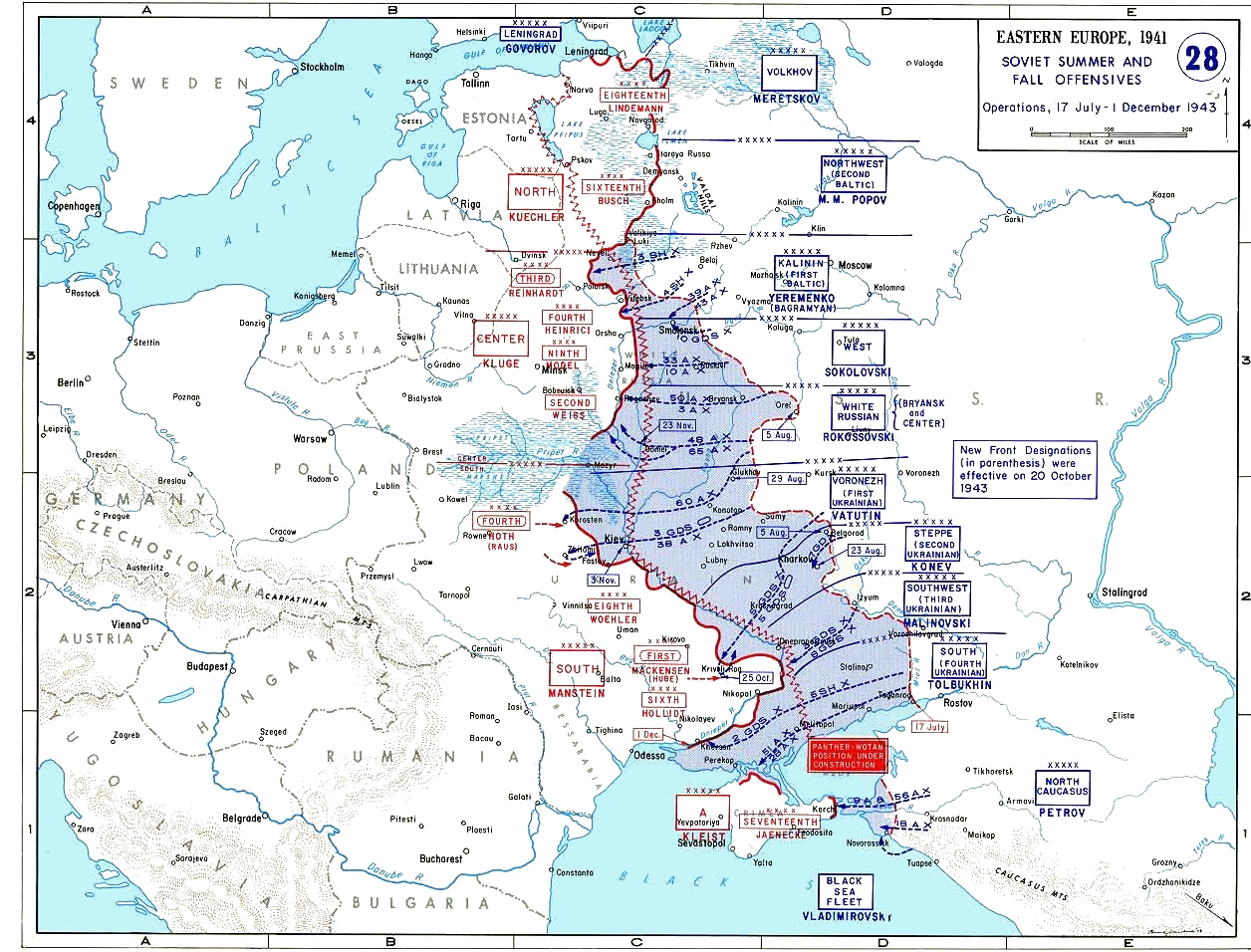
Bản đồ chiến dịch Smolensk và các chiến dịch liên quan khác.

Vùng đất cao Smolensk được mệnh danh là thượng nguồn của các con sông. Nhiều sông lớn ở Nga và Ukraina như sông Volga, sông Dniepr, sông Bắc Donets, sông Tây Dvina, sông Desna, sông Brezina, sông Ugra và các chi lưu của chúng hầu như đều bắt nguồn từ đây. Bề rộng các con sông dao động trong khoảng 10 đến 120 mét, độ sâu dao động trong khoảng 40 tới 250 cm, nhưng bao quanh các khu vực sông là các đầm lầy rộng lớn gây nhiều khó khăn cho việc di chuyển, nhất là đối với các đơn vị thiết giáp. Hơn nữa, giống như nhiều con sông có hướng chảy từ Bắc xuống Nam ở châu Âu, tả ngạn của sông Dnepr - do quân Đức chiếm giữ - cao và dốc hơn hữu ngạn. Do đặc điểm của địa hình, Quân đội Liên Xô cần nhiều cầu cạn và đường ngầm để đưa xe tăng, cơ giới, pháo binh và xe vận tải qua các con sông, khe hẻm và đầm lầy hơn là cầu phao bắc qua các con sông lớn.
Địa hình vùng này tương đối bằng phẳng, ít đồi núi cao đột xuất nhưng có những khe hẻm núi có sông suối chảy qua và nhiều đầm lầy, nhiều khu rừng lớn hạn chế việc tác chiến của quân đội hai bên. Khu đồi núi có vị trí quan trọng nhất trong vùng có độ cao 270 mét, thuận lợi cho việc triển khai pháo binh. Vào năm 1943 khu vực này được che phủ bởi các khu rừng thông và những khu rừng mưa ôn đới xen lẫn các bụi cây rậm rạp.

### Các cơ sở vật chất cho việc giao thông và hậu cần
Đối với Hồng quân Xô Viết, việc tổ chức chiến dịch Smolensk là một khó khăn lớn bởi những vấn đề về giao thông tại khu vực nó diễn ra. Hệ thống đường bộ chưa được phát triển thật sự tốt và các tuyến đường trải nhựa khá hiếm. Sau những trận mưa mùa hè, phần lớn các con đường đất tại đây đều trở thành những vũng lầy (một hiện tượng mà người Nga gọi là rasputitsa) và bò lết trên những bãi lầy đó là một cực hình đối với các đơn vị thiết giáp. Những vũng lầy này cũng đem lại nhiều rắc rối cho vấn đề hậu cần. Tuyến đường sắt chính duy nhất mà Hồng quân có thể sử dụng chính là tuyến Rzhev - Vyazma - Kirov chạy song song với chiến tuyến năm 1942. Tuy nhiên, tuyến đường này và các đường nhánh của nó đã bị phá hoại nặng nề trong Chiến dịch "Con Trâu" khi Cụm Tập đoàn quân Trung tâm (Đức) buộc phải rút khỏi "chỗ lồi" Rzhev - Vyazma.
Trái lại, quân đội phát xít Đức nắm giữ một hệ thống giao thông đường bộ và đường sắt tốt hơn và mở rộng hơn rất nhiều, với hai trung tâm là Smolensk và Roslavl. Hai thành phố này cũng là hai trung tâm hậu cần quan trọng, giúp cho quân Đức có thể nhanh chóng điều động viện binh cũng như cung cấp quân lương, đạn dược cho các đội quân đồn trú. Tuyến đường sắt quan trọng nhất đối với quân Đức chính là tuyến Smolensk - Bryansk và tuyến Nevel - Orsha - Mogilev, kết nối các lực lượng quân Đức ở phía Tây với các lực lượng tập trung xung quanh Oryol.
Hồng quân tất nhiên không để yên cho quân Đức dễ dàng sử dụng các tuyến giao thông này. Các lực lượng du kích quân Xô Viết đã phát động Chiến dịch Hòa tấu - một trong những chiến dịch phá hoại lớn nhất trong Chiến tranh thế giới thứ hai - bao gồm nhiều cuộc tấn công vào các tuyến đường sắt và các nhà ga xe lửa của quân Đức. Du kích Liên Xô đã làm cho "đất đai bùng cháy dưới gót giày quân xâm lược", phá hoại nặng nề các tài sản quân sự Đức, gây khó khăn lớn cho việc chuyển quân và tiếp tế hành quân sự của quân Đức trên các tuyến đường này. Trên tuyến đường sắt Nevel - Orsha - Mogilev - Bobrusk, từ cuối tháng 7 năm 1941 đến tháng 7 năm 1942, quân Đức chỉ bị mất 374 toa xe lửa thì đến tháng 7 năm 1943, con số này đã lên đến 1.200 toa xe bị du kích phá hoại.

## Binh lực

### Quân đội Liên Xô
Cũng như các chiến dịch tại khu vực Rzhev-Vyazma trong năm 1942 và đầu năm 1943, Chiến dịch Smolensk có sự tham gia của Phương diện quân Kalinin, Phương diện quân Tây và cánh phải của Phương diện quân Bryansk với vai trò yểm hộ sườn trái cho Phương diện quân Tây:
- Phương diện quân Kalinin do thượng tướng Andrei Ivanovich Yeryomenko làm tư lệnh, sử dụng cánh trái tham gia chiến dịch:
  - Tập đoàn quân 39 (tái lập ngày 8-8-1942) do trung tướng A. I. Zygin (đến tháng 9 năm 1943) và trung tướng N. E. Berzarin (từ tháng 9 năm 1943) chỉ huy. Thành phần gồm có:
    - Bộ binh: 5 sư đoàn và 1 lữ đoàn.
    - Pháo binh: 2 trung đoàn pháo nòng dài, 2 trung đoàn lựu pháo, 2 trung đoàn pháo chống tăng, 2 trung đoàn súng cối, 1 trung đoàn phòng không.
    - Thiết giáp: Lữ đoàn xe tăng 28.
    - Công binh: 4 tiểu đoàn công binh hỗn hợp, 2 tiểu đoàn công binh rà phá mìn.

  - Tập đoàn quân 43 do trung tướng K. D. Golobev chỉ huy. Thành phần gồm có:
    - Bộ binh: 4 sư đoàn và 1 lữ đoàn.
    - Pháo binh: 2 trung đoàn pháo nòng dài, 2 trung đoàn lựu pháo, 1 trung đoàn pháo chống tăng, 2 trung đoàn súng cối, 2 trung đoàn phòng không.
    - Thiết giáp: Trung đoàn xe tăng 105
    - Công binh 2 tiểu đoàn công binh hỗn hợp, 1 tiểu đoàn rà phá mìn.

  - Tập đoàn quân 31 do thiếu tướng V. A. Gludovsky chỉ huy, thành phần gồm có:
    - Bộ binh: 2 quân đoàn và 3 sư đoàn độc lập (tổng cộng 9 sư đoàn).
    - Pháo binh: 4 trung đoàn lựu pháo, 2 trung đoàn pháo chống tăng, 4 trung đoàn súng cối, 1 sư đoàn và 4 trung đoàn phòng không.
    - Thiết giáp: Lữ đoàn xe tăng cận vệ 42, Trung đoàn cơ giới cận vệ 2, 2 tiểu đoàn xe bọc thép.
    - Công binh: 1 tiểu đoàn công binh công trình.

  - Tập đoàn quân không quân 3 do trung tướng N. F. Papivin chỉ huy, thành phần gồm có:
    - Máy bay tiêm kích: 2 trung đoàn
    - Máy bay cường kích: 2 trung đoàn
    - Máy bay ném bom: 1 sư đoàn và 1 trung đoàn
    - Vận tải: 1 trung đoàn
    - Liên lạc, cứu hộ: 1 trung đoàn.
    - Pháo phòng không: 3 trung đoàn.

  - Lực lượng dự bị thuộc Phương diện quân
    - Bộ binh: 2 quân đoàn
    - Pháo binh: 2 trung đoàn Katyusha, 1 lữ đoàn và 1 trung đoàn pháo chống tăng, 1 lữ đoàn và 4 trung đoàn súng cối, 1 sư đoàn và 3 trung đoàn phòng không.
    - Thiết giáp: Lữ đoàn cơ giới 47, triung đoàn xe tăng 221.
    - Công binh: 1 lữ đoàn và 1 tiểu đoàn cầu phà, 2 lữ đoàn và 1 trung đoàn dò mìn, 5 tiều đoàn công binh công trình, 5 tiểu đoàn công binh làm đường.
- Phương diện quân Tây do trung tướng Vasily Danilovich Sokolovsky làm tư lệnh, biên chế gồm có:
  - Tập đoàn quân cận vệ 10 (được thành lập từ ngày 1 tháng 5 năm 1943 trên cơ sở Tập đoàn quân 30) do Trung tướng K. P. Trubnikov (đến tháng 9 năm 1943) và Trung tướng A. B. Sukhomlin (từ tháng 9 năm 1943) chỉ huy, thành phần bao gồm:
    - Bộ binh: Các quân đoàn bộ binh cận vệ 7, 15, 19 (7 sư đoàn).
    - Pháo binh: 2 lữ đoàn pháo nòng dài, 2 lữ đoàn Katyusha, 3 trung đoàn lựu pháo, 2 trung đoàn pháo chống tăng, 3 trung đoàn súng cối, 1 sư đoàn và 3 trung đoàn phòng không.
    - Thiết giáp: Lữ đoàn xe tăng 153, Trung đoàn pháo tự hành 119
    - Công binh: 1 lữ đoàn công binh công trình, 2 tiểu đoàn công binh cầu đường.

  - Tập đoàn quân 5 do trung tướng V. S. Polenov VS (đến tháng 10 năm 1943) và Trung tướng N. I. Krylov (từ tháng 10 năm 1943) chỉ huy, thành phần bao gồm:
    - Bộ binh: 4 sư đoàn
    - Pháo binh: 1 trung đoàn pháo nòng dài, 1 trung đoàn lựu pháo, 1 trung đoàn pháo chống tăng, 1 trung đoàn súng cối, 1 trung đoàn phòng không.
    - Thiết giáp: 1 lữ đoàn xe tăng

  - Tập đoàn quân 10 do trung tướng V. S. Popov chỉ huy, thành phần bao gồm:
    - Bộ binh: Quân đoàn bộ binh 38 (3 sư đoàn) và 5 sư đoàn bộ binh độc lập.
    - Pháo binh: 1 trung đoàn Katyusha, 5 trung đoàn lựu pháo, 3 trung đoàn pháo chống tăng, 2 trung đoàn súng cối, 1 trung đoàn phòng không.
    - Thiết giáp: 1 trung đoàn cơ giới.
    - Công binh: 3 tiểu đoàn.

  - Tập đoàn quân 21 (tái lập ngày 12 tháng 7 năm 1943, được Đại bản doanh điều động từ Phương diện quân Trung tâm đến Phương diện quân Tây từ ngày 12 tháng 8 năm 1943) do trung tướng N. I. Krylov (đến tháng 10 năm 1943) và trung tướng E. P. Zhuravlev (từ tháng 10 năm 1943) chỉ huy, thành phần gồm có:
    - Bộ binh: các quân đoàn bộ binh 61 (3 sư đoàn), 60 (3 sư đoàn) và sư đoàn bộ binh độc lập 63.
    - Pháo binh: 1 trung đoàn pháo nòng dài, 1 trung đoàn lựu pháo, 2 trung đoàn pháo chống tăng, 3 trung đoàn súng cối, 1 sư đoàn và 2 trung đoàn phòng không.
    - Thiết giáp: Quân đoàn xe tăng cận vệ 2, Lữ đoàn xe tăng 23, 2 trung đoàn xe tăng và 2 trung đoàn pháo tự hành độc lập.
    - Công binh: 1 lữ đoàn công binh công xưởng, 2 tiểu đoàn công binh cầu đường, 2 tiểu đoàn công binh công trình.

  - Tập đoàn quân 33 do thượng tướng V. N. Gordov chỉ huy, thành phần gồm có:
    - Bộ binh: các quân đoàn bộ binh 65 (2 sư đoàn) 70 (2 sư đoàn) và 5 sư đoàn bộ binh độc lập.
    - Pháo binh: 2 trung đoàn pháo nòng dài, 2 lữ đoàn lựu pháo cận vệ, 1 trung đoàn pháo chống tăng, 2 trung đoàn súng cối, 1 sư đoàn và 3 trung đoàn phòng không độc lập.
    - Thiết giáp: 2 lữ đoàn, 1 trung đoàn và 1 tiểu đoàn xe tăng; 2 trung đoàn pháo tự hành.
    - Công binh: 2 tiểu đoàn công binh công trình

  - Tập đoàn quân 49 do trung tướng I. T. Grisin chỉ huy, thành phần bao gồm:
    - Bộ binh: Quân đoàn bộ binh 62 (2 sư đoàn), 3 sư đoàn và 1 lữ đoàn bộ binh độc lập.
    - Pháo binh: 1 trung đoàn pháo nòng dài, 1 trung đoàn lựu pháo, 1 trung đoàn pháo chống tăng, 1 trung đoàn súng cối, 1 trung đoàn phòng không.
    - Thiết giáp: 1 lữ đoàn xe tăng và 1 trung đoàn pháo tự hành.
    - Công binh: 2 tiểu đoàn công binh công trình.

  - Tập đoàn quân 68 do trung tướng E. P. Zhuravlev chỉ huy, thành phàn bao gồm:
    - Bộ binh: Các quân đoàn 65, 72, 81 (6 sư đoàn)
    - Pháo binh: 1 trung đoàn lựu pháo, 1 trung đoàn pháo chống tăng, 2 trung đoàn súng cối, 3 trung đoàn phòng không.
    - Thiết giáp: 2 trung đoàn pháo tự hành.
    - Công binh: 2 tiểu đoàn công binh công trình

  - (Sau chiến dịch, Tập đoàn quân 68 bị giải thể ngày 31 tháng 10, quân số và trang bị được bàn giao cho Tập đoàn quân 5)
  - Tập đoàn quân không quân 1 do trung tướng M. M. Gromov chỉ huy, thành phần gồm có:
    - Máy bay tiêm kích: 2 sư đoàn.
    - Máy bay cường kích: 2 sư đoàn.
    - Máy bay ném bom: 5 sư đoàn.
    - Máy bay vận tải: 6 trung đoàn
    - Máy bay trinh sát: 2 trung đoàn
    - Máy bay liên lạc, cứu hộ: 2 trung đoàn
    - Pháo phòng không: 4 trung đoàn.

  - Lực lượng dự bị của Phương diện quân
    - Quân đoàn xe tăng cận vệ 2 Tatsinskaya
    - Sư đoàn bộ binh Ba Lan 1.
    - Quân đoàn kỵ binh cận vệ 3
    - Quân đoàn kỵ binh cận vệ 6
    - Quân đoàn cơ giới 5
    - 4 lữ đoàn và 4 trung đoàn xe tăng độc lập.
- Phương diện quân Bryansk do thượng tướng Markian Mikhaylovich Popov chỉ huy, sử dụng cánh phải tham gia chiến dịch:
  - Tập đoàn quân 3 do thượng tướng A. V. Gorbatov chỉ huy, thành phần gồm có:
    - Bộ binh: Các quân đoàn 41, 80 và sư đoàn 269.
    - Pháo binh: 1 trung đoàn lựu pháo, 1 trung đoàn pháo chống tăng, 1 trung đoàn phòng không
    - Thiết giáp: 3 trung đoàn xe tăng, 1 trung đoàn pháo tự hành.
    - Công binh: 1 tiểu đoàn công binh hỗn hợp.

  - Tập đoàn quân 50 do trung tướng I. V. Boldin chỉ huy, thành phần gồm có:
    - Bộ binh: 1 quân đoàn (3 sư đoàn) và 4 sư đoàn độc lập.
    - Pháo binh: 1 trung đoàn lựu pháo, 1 trung đoàn súng cối, 1 sư đoàn và 1 trung đoàn phòng không.
    - Thiết giáp: 2 trung đoàn xe tăng, 2 trung đoàn xe bọc thép.
    - Công binh: 1 lữ đoàn công binh cầu đường, 2 tiểu đoàn công binh công trình, 2 tiểu đoàn rà phá mìn.

### Quân đội Đức Quốc xã
Nửa cuối năm 1943 Cụm tập đoàn quân Trung tâm của quân đội Đức Quốc xã tại mặt trận phía Đông do Thống chế Günther von Kluge chỉ huy đến 12 tháng 10 năm 1943 và Thống chế Ernst Busch chịu trách nhiệm phòng thủ chiến tuyến từ Nevel đến Sumy. Khu vực Smolensk từ Velizh đến ??? do Tập đoàn quân 4, 9 và Tập đoàn quân xe tăng 3 phòng thủ:
- Tập đoàn quân xe tăng 3 do Đại tướng Georg-Hans Reinhardt làm Tư lệnh, Thiếu tướng Otto Heidkämper làm Tham mưu trưởng. Biên chế tháng 8 năm 1943 gồm có:
  - Quân đoàn đổ bộ đường không 2 của Thượng tướng Phi hành (General der Flieger) Alfred Schlemm đóng ở Nevel, gồm các sư đoàn đổ bộ đường không 2, 3, 4 và 6.
  - Quân đoàn bộ binh 6 của Thượng tướng Bộ binh (General der Infanterie) Hans Jordan đóng ở khu vực giữa Velizh và Vitebsk, gồm các sư đoàn bộ binh 87, 206 và 330.
  - Quân đoàn bộ binh 9 của Thượng tướng Bộ binh Heinrich Clößner đóng ở khu vực Dorogovbuzh, gồm các sư đoàn bộ binh 35, 252, 342.
  - Quân đoàn bộ binh 43 của Thượng tướng Bộ binh Karl von Oven đóng ở khu vực Novo Sokoniki, gồm các sư đoàn bộ binh 85, 205 và 233.
  - Quân đoàn bộ binh 59 của Thượng tướng Bộ binh Kurt von der Chevallerie, đóng ở khu vực giữa Vyelikye Luki và Velizh, gồm các sư đoàn bộ binh 263, 291 và Cụm tác chiến Schröder. Từ 20 tháng 8 năm 1943, quân đoàn này được tăng cường Sư đoàn xe tăng 2 (Từ tập đoàn quân 4) và Sư đoàn xe tăng 8 (từ Tập đoàn quân 2).
- Tập đoàn quân 4 do Đại tướng Gotthard Heinrici làm Tư lệnh, Đại tá Sigismund-Hellmuth Ritter von Edler von Dawans làm Tham mưu trưởng. Biên chế tháng 8 năm 1943 gồm có:
  - Quân đoàn bộ binh 12 của Thượng tướng Bộ binh Kurt von Tippelskirch, đóng ở khu vực Spas - Demensk, gồm các sư đoàn bộ binh 260, 267, 268.
  - Quân đoàn bộ binh 27 của Trung tướng (tháng 9 năm 1942 được thăng Thượng tướng Bộ binh) Paul Völckers đóng ở khu vực Demidovo - Dukhovshina, gồm các sư đoàn bộ binh 52, 197, 246 và 256.
  - Quân đoàn xe tăng 39 của Thượng tướng pháo binh (General der Artillerie) Robert Martinek đóng ở khu vực Yelnia - Dukhovshina, gồm Sư đoàn xe tăng 2, các sư đoàn bộ binh 95, 129, 337.
- Tập đoàn quân 9 do Thống chế Walter Model làm Tư lệnh, Đại tá (tháng 9 năm 1943 được thăng Thiếu tướng) Harald Freiherr von Elverfeldt làm Tham mưu trưởng. Biên chế tháng 8 năm 1943 gồm có:
  - Quân đoàn xe tăng 56 của Trung tướng Friedrich Hoßbach đóng ở Zhizdra - Rogatschevo, gồm Sư đoàn xe tăng 5, Sư đoàn cơ giới 14, các sư đoàn bộ binh 131, 131 và 203.
  - Quân đoàn xe tăng 46 của Trung tướng (tháng 10 năm 1943 được thăng Thượng tướng Bộ binh) Hans Gollnick đóng ở phía Bắc Oryol gồm các sư đoàn bộ binh 31, 133, 253 và Lữ đoàn kỵ binh 1 SS.
  - Quân đoàn bộ binh 35 của Trung tướng Friedrich Wiese đóng ở phía Nam Bryansk, gồm Sư đoàn xe tăng 4, các sư đoàn bộ binh 6, 72, 102, 216, 292, 283.
  - Quân đoàn bộ binh 23 của Thượng tướng Bộ binh Johannes Frießner đóng ở khu vực phía Roslavl, gồm sư đoàn xe tăng 20, các sư đoàn bộ binh 134, 183, 707.

## Kế hoạch

### Quân đội Liên Xô
Tháng 6 năm 1943, Bộ Tổng tư lệnh tối cao Liên Xô giao Bộ tư lệnh Phương diện quân Tây chuẩn bị kế hoạch phối hợp với Phương diện quân Kalinin mở chiến dịch giải phóng Smolensk trong khi đang chờ đợi một cuộc tấn công mới của quân Đức ở Kursk. Trung tướng V. D. Sokolovsky (tư lệnh), Thiếu tướng A. P. Pokrovsky (tham mưu trưởng), Thượng tướng N. A. Bulganin và thiếu tướng I. S. Khokhlov đã thống nhất đặt tên mã cho kế hoạch là "Suvorov I" với hai mũi tấn công. Mũi thứ nhất đánh chiếm Yelnya và Spas-Demensk, sau đó tiến ra Roslavl. Mũi thứ hai phối hợp với cánh trái của Phương diện quân Kalinin đánh chiếm Dorogobuzh và Yartsevo, sau đó tiến ra Smolensk. Trong trường hợp Phương quân Bryansk hoàn thành nhiệm vụ phối hợp với Phương diện quân Trung tâm đánh bại quân Đức tại chỗ lõm Oryol thì cánh trái của Phương diện quân Tây mở cuộc tấn công qua Zhizdra - Bolkhov, phối hợp với cánh phải Phương diện quân Bryansk đánh chiếm Bryansk. Kế hoạch thứ hai đặt tên mã là "Suvorov II". Trên thực tế, chiến dịch diễn ra theo phương án thứ hai, sau khi "cái chèn sắt Mtsensk" của xe tăng Đức tại "chỗ lõm" Oryol bị đập tan.
Sát trước chiến dịch, để đảm bảo chắc thắng trong Chiến dịch Kursk, Bộ Tổng tư lệnh tối cao ra Chỉ thị 170028 ngày 14 tháng 7 rút bớt một số đơn vị mạnh của Phương diện quân Tây để tăng cường cho Phương diện quân Bryansk. Thực hiện chỉ thị này, ngày 18 tháng 11, Tập đoàn quân cận vệ 11 và Quân đoàn xe tăng 25 thuộc lực lượng dự bị của Phương diện quân Tây được chuyển giao cho Phương diện quân Bryansk. Việc thiếu hụt lực lượng dự bị đã làm tướng V. D. Sokolovsky lo ngại. Để bù đắp cho sự thiếu hụt những lực lượng dự bị quan trọng, nguyên soái N. N. Voronov đã điều động bổ sung 3 sư đoàn pháo binh đến chính diện của Tập đoàn quân cận vệ 10, Bộ tổng tham mưu Liên Xô cũng điều động từ 30.000 đến 40.000 quân tăng cường cho các sư đoàn thê đội 1. Thượng tướng Aleksandr Yevgenyevich Golovanov cũng được lệnh ưu tiên đảm bảo không quân ném bom tầm xa cho Phương diện quân Tây.
Để bù đắp cho sự thiếu hụt xe tăng trong các cuộc tấn công, pháo binh và không quân sẽ đảm nhận vai trò chủ yếu trong yểm hộ bộ binh. Quân đoàn pháo binh 5 của tướng M. P. Kuteynikov có lực lượng rất mạnh gồm các sư đoàn pháo nòng dài 3 và 5, Sư đoàn 7 hỏa tiễn M-31 được đưa đến hướng tấn công chủ yếu vào Smolensk. Tổng cộng số lượng pháo binh bố trí cho Phương diện quân Tây lên tới 58 trung đoàn, bao gồm 30 trung đoàn lựu pháo, 11 trung đoàn súng cối, 2 lữ đoàn pháo tầm xa nòng dài, 6 trung đoàn và 7 tiểu đoàn Katyusha. Phương diện quân Kalinin cũng được bố trí đến 31 trung đoàn pháo binh cấp sư đoàn. Chưa kể đến các dàn hỏa tiễn, mật độ pháo binh đã lên đến 170 khẩu/1 km chính diện, lớn chưa từng có trên mặt trận phía Tây Moskva. Nguyên soái tư lệnh không quân Liên Xô A. A. Novikov được giao điều phối hoạt động của 3 tập đoàn quân không quân trên khu vực tác chiến. Trong cuộc đi thăm mặt trận tại khu vực Rzhev ngày 1 tháng 8, khi được các tướng V. D. Sokolovsky và A. I. Yeryomenko báo cáo về số lượng xe tăng của Phương diện quân Tây chỉ còn 349 chiếc, Phương diện quân Kalinin chỉ còn 298 chiếc, Tổng tư lệnh I. V. Stalin hứa sẽ bổ sung xe tăng ngay. Ngày 5 tháng 8, 220 xe tăng đã đến Phương diện quân Tây, 94 chiếc khác được điều đến cho Phương diện quân Kalinin; nâng mật độ xe tăng lên 18 chiếc/1 km chính diện tấn công của các hướng đột kích chính.
Cũng trong ngày 5 tháng 8, Đại bản doanh Liên Xô xem xét và chuẩn y kế hoạch tấn công của từng tập đoàn quân. Kế hoạch chiến dịch này được chuẩn bị kỹ lưỡng hơn nhiều so với các chiến dịch tại khu vực Rzhev - Vyazma trong năm 1942. Theo đó:
1. Phương diện quân Kalinin sử dụng Tập đoàn quân 31 trên hướng tấn công chính, có nhiệm vụ phá vỡ hệ thống phòng thủ của quân Đức trên chính diện rộng 8 km giữa hai con sông Vop và Ivonin; Phối hợp với Tập đoàn quân 39 tiêu diệt các cụm phòng thủ của quân Đức tại Yartsevo, đánh chiếm Yartsevo, sau đó tiếp tục tiến tới Smolensk.
2. Phương diện quân Tây sử dụng Tập đoàn quân 5 trên mũi chính phía Bắc để bao vây và tiêu diệt cụm quân Đức tại Dorogobuzh, đánh chiếm thành phố và đầu mối đường sắt Dorogobuzh. Chính diện tấn công chủ yếu của Tập đoàn quân 5 có chiều rộng khoảng 11 km trong khu vực Sekarevo - Kurvorst (???). Cánh phải của Tập đoàn quân 5 phối hợp với cánh trái Tập đoàn quân 31 đánh chiếm Usvyatye để bao vây và tiêu diệt quân Đức tại Dorogobuzh, sau đó, tiến công theo hướng chung đến Smolensk.
3. Tập đoàn quân 33 phải vượt qua hệ thống phòng thủ của quân Đức trên chính diện 6 km tại khu vực Luchino (???), Kuprino (???), đánh chiếm Obolovka, phối hợp với Tập đoàn quân 10 bao vây và tiêu diệt các lực lượng đối phương tại Spas-Demensk. Tập đoàn quân 49 sử dụng 4 sư đoàn bộ binh có nhiệm vụ bảo vệ các vị trí đã chiếm đóng, sẵn sàng di chuyển để tấn công theo hướng chung đến Spas-Demensk.
4. Tập đoàn quân 10 được giao nhiệm vụ phá vỡ quân phòng thủ của đối phương trong khu vực Chashy-Karpovka (???) trên chính diện 10 km và tấn công theo hướng chung đến Roslavl. Cụm cơ động gồm các lực lượng chủ yếu của Quân đoàn cơ giới 5 dự kiến sẽ tiếp tục khoét sâu thêm cửa đột phá trên trục chính của hướng tấn công tại Chernichnik (???) và Bylaki (???). Sau đó, Tập đoàn quân 10 tiếp tục tấn công vượt qua tuyến phòng thủ thứ hai của quân Đức tại Ostraya - Sloboda và Pesochna Verkhi (???), tách một mũi tấn công trên hướng Obolovka và Vorontsovo, phối hợp với Tập đoàn quân 33 để bao vây và tiêu diệt các lực lượng đối phương tại Spas-Demensk. Tập đoàn quân 50 có nhiệm vụ bảo vệ các vị trí đã chiếm đóng và sẵn sàng mở cuộc tấn công theo hướng chung đến Lyudinovo và Dubrovka.
5. Tập đoàn quân 68 làm nhiệm vụ của thê đội 2, được đưa vào tác chiến tại chỗ tiếp giáp giữa Tập đoàn quân 5 và Tập đoàn quân 10 tại khu vực Mozovya-Vititnevo (???), có nhiệm vụ tiếp tục phát triển cuộc tấn công về phía Yelnya, phá hủy hậu cứ của đối phương, đánh chiếm Yelnya và tiếp tục tiến công đến Pochinok. Tập đoàn quân 21 cũng làm nhiệm vụ của thê đội 2, được đưa vào tác chiến tại chỗ tiếp giáp giữa Tập đoàn quân 10 và Tập đoàn quân 33 để phát triển tấn công qua Dubrovka. Quân đoàn kỵ binh cận vệ 6 gồm 3 sư đoàn kỵ binh và 3 sư đoàn xe tăng tấn công bên cánh phải của Tập đoàn quân 10, đột phá qua Lipno (???), Peredelniki, Mutische (Staroye Mutische) và phát triển tấn công theo hướng Stodolishche - Novo Derebuzh (???).

Đến trước ngày khởi sự, Phương diện quân Tây và Phương diện quân Kalinin của quân đội Liên Xô đã đạt được tỷ lệ áp đảo tương đối so với Cụm tập đoàn quân Trung tâm (Đức) trên khu vực tác chiến. Về quân số: 1,5/1, về pháo binh: 2,9/1, về xe tăng: 2,9/1; về máy bay: 1,6/1.

### Quân đội Đức Quốc xã

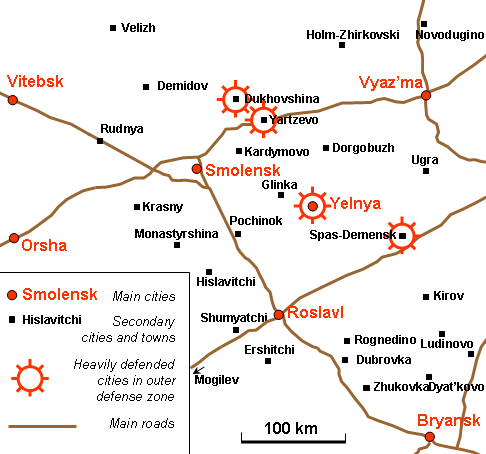
Sơ đồ hệ thống phòng thủ của quân Đức trên khu vực Smolensk và các vùng lân cận

Giống như "chỗ lồi" Rzhev - Vyazma, quân đội Đức Quốc xã đã xây dựng một mạng lưới phòng thủ quanh khu vực Smolen. Tuyến 1 nằm trên cánh cung Demidov - Dukhovshina - Yartsevo - Yelnya - Spas Demensk. Tuyến 2 nằm trên trục Nevel - Rudnya - Smolensk - Roslavl - Bryansk. Tuyến 3 chạy dọc theo các con sông Pronya, Berezina, Dniepr từ Vitebsk qua Orsha, Mogilev đến Gomen. Đây là cả một hệ một tuyến phòng thủ mạnh, có chiều sâu và kết nối với nhau chặt chẽ bằng các tuyến giao thông đường bộ, đường sắt. Khác với phần phía Nam của tuyến Panther-Wotan, Cụm tập đoàn quân Trung tâm (Đức) không bố trí xe tăng trên tuyến đầu làm lớp giáp phòng thủ mà bố trí ở phía sau làm lực lượng dự bị để thực hiện chiến thuật phòng ngự cơ động. Quân Đức đã dựa vào địa hình tự nhiên để bố trí các lô cốt phòng thủ, các hỏa điểm, các chướng ngại vật, bãi mìn tạo thế phòng ngự liên hoàn. Các trung tâm phòng thủ trên tuyến 1 đều có liên hệ thông suốt với các trung tâm phòng thủ trên tuyến 2 và tuyến 3 bằng các trục dọc Vitebsk - Rudnya - Demidov, Orsha - Smolensk - Dukhovshina, Orsha - Smolensk - Yartsevo, Mogilev - Pochinok - Yelnya, Gomen - Roslavl - Spas Demensk, Gomen - Bryansk.
Chỉ thị của Bộ tham mưu Cụm tập đoàn quân cuối tháng 7 năm 1943 đã ghi rõ như sau:
| “ | Ở mặt trận... do Cụm Tập đoàn quân Trung tâm chịu trách nhiệm phòng thủ đã liên tục phát hiện thấy nhiều dấu hiệu của việc chuẩn bị một đợt tấn công đến giới hạn phòng tuyến (Roslavl, Smolensk, Vitebsk) và của một cuộc tấn công nhằm kìm chân Cụm Tập đoàn quân Trung tâm... | ” |

Mặt trận tại khu vực này đã ổn định suốt 4 đến 5 tháng (có nơi đến 18 tháng), đồng thời địa hình tại khu vực này khá thuận lợi cho việc bố trí phòng thủ. Vì vậy, người Đức đã có đủ thời gian xây dựng một hệ thống phòng thủ mạnh, có khu vực được bảo vệ bởi 5 đến 6 phòng tuyến với chiều sâu từ 100 đến 130 cây số (60–80 dặm).
Khu vực phòng thủ chiến thuật ở ngoại vi bao gồm tuyến phòng thủ (chính) thứ nhất và thứ hai, có chiều sâu 12-15 cây số và người Đức cố gắng bố trí các phòng tuyến này ở những vùng đất cao. Phòng tuyến chính, có chiều sâu 5 cây số, bao gồm 3 hệ thống chiến hào và các hỏa điểm, kết nối với nhau bằng một hệ thống liên lạc có quy mô rất lớn. Mật độ các hỏa điểm có thể lên tới 6-7 chiếc trong 1 cây số chiều dài mặt trận. Tại một số khu vực, để đề phòng các đợt tấn công bằng các loại xe tăng hạng nặng, hệ thống chiến hào thứ 3 thực chất là các hào chống tăng với bờ phía Tây rất dốc, được bố trí phối hợp với các khẩu đội pháo và các ụ súng máy. Khu vực phía trước của phòng tuyến được bảo vệ bởi ba lớp hàng rào kẽm gai và những bãi mìn dày đặc.
Khu vực phòng thủ thứ hai nằm phía sau cách khu vực ngoại vi chừng 10 cây số và bao bọc hầu hết các hướng quan trọng, bao gồm một hệ thống các hỏa điểm kết nối với những tuyến chiến hào. Khu vực phòng thủ này cũng được bảo vệ bởi các hàng rào kẽm gai và cả bởi các bãi mìn tại nơi có thể bị xe tăng tấn công. Giữa hai khu vực phòng thủ nêu trên, phát xít Đức cũng bố trí một số hỏa điểm và một số đơn vị đồn trú nhằm kìm chân các đơn vị của Hồng quân khi họ đã chọc thủng được khu vực phòng thủ ngoại vi. Các loại pháo và hỏa khí hạng nặng cũng được bố trí phía sau khu vực phòng thủ thứ hai.
Cuối cùng, nằm sâu trong trận địa, quân Đức cũng bố trí thêm 3 hay 4 phòng tuyến nữa, chủ yếu nằm ở bờ Tây của các con sông trong khu vực. Ví dụ như nhiều phòng tuyến quan trọng đã được bố trí tại bờ Tây của sông Dnepr và sông Desna. Hơn nữa, những thành phố, thị trấn nằm trong các phòng tuyến (ví dụ như Yelnya, Dukhovshchina và Spas-Demensk) được bảo vệ bằng những hệ thống phòng ngự dày đặc nhằm biến chúng thành những pháo đài khổng lồ, sẵn sàng chịu đựng một cuộc công kích kéo dài. Tại đây, các con đường đều được chôn mìn cùng với các vật cản chống tăng; còn các hỏa điểm được bố trí tại các tòa nhà cao nhất và quan trọng nhất trong thành phố.
Binh lực phòng thủ ban đầu của quân Đức trong khu vực tác chiến gồm 44 sư đoàn, 185 xe tăng và pháo tự hành, 6.600 khẩu pháo và 770 máy bay. Trong quá trình chiến dịch, Bộ Tổng tư lệnh lục quân Đức đã điều động bổ sung cho Cụm tập đoàn quân Trung tâm 16 sư đoàn, trong đó có 8 sư đoàn bộ binh, 5 sư đoàn tăng và 3 sư đoàn cơ giới. Số vũ khí, khí tài được bổ sung gồm 3.300 pháo và súng cối, gần 800 xe tăng và pháo tự hành.

## Giai đoạn 1 (7 tháng 8 – 20 tháng 8)

### Spas Demensk - hướng đột kích chính
Từ ngày 3 đến ngày 6 tháng 8 năm 1943, các tập đoàn quân của Phương diện quân Tây và Phương diện quân Kalinin đều mở các trận đánh trinh sát chiến đấu cấp trung đoàn để xác định lần cuối cùng các vị trí bố phòng của quân Đức trên tiền duyên và tìm những chỗ yếu trên hệ thống phòng thủ đó. Căn cứ các đợt phản pháo bắn chặn của pháo binh Đức vào các toán kỵ binh trinh sát thọc sâu của quân đội Liên Xô cho thấy chiều sâu của các tuyến phòng ngự của Cụm tập đoàn quân Trung tâm có thể lên đến trên 180 km chứ không chỉ là 80 đến 100 km như dự tính. Kết quả trinh sát chiến đấu cộng với các tin tức của tình báo mặt trận và quân du kích báo cáo về cho thấy hướng Spas Demensk - Roslavl là hướng có nhiều triển vọng hơn cả. Ỷ vào các tuyến sông Borba, Snopot, Desna và Oster che chở, Tập đoàn quân 4 (Đức) chỉ bố trí tại hướng này các đơn vị bộ binh trấn giữ các cứ điểm phòng thủ Mazovo, Sluena (???), Lyuky (???) và đầu mối sắt Bakhmutovo trên tuyến 1; các cứ điểm Terekino (???), Potapovo, Ilovets, Zemtsy và Voronovo (???) trên tuyến 2. Spas Demensk là trung tâm phòng ngự của tuyến 1 và tuyến 2, Roslavl là trung tâm phòng ngự của tuyến 3. Nếu mở được cả ba tuyến này và chiếm được Roslavl, quân đội Liên Xô không những sẽ tạo được thế chia cắt Tập đoàn quân 4 với Tập đoàn quân 9 (Đức) mà còn tạo khả năng cô lập Smolensk từ phía Nam. Vì vậy, Bộ chỉ huy Phương diện quân Tây quyết định chọn hướng này là hướng đột kích chính. Các đơn vị dự bị mạnh của phương diện quân được điều đến hướng này. Quân đoàn kỵ binh cận vệ 2 (3 sư đoàn kỵ binh, 3 trung đoàn xe tăng) được tăng cường cho Tập đoàn quân 33. Quân đoàn cơ giới 5 được tăng cường cho Tập đoàn quân cận vệ 10.
4 giờ 30 phút sáng ngày 7 tháng 8, pháo binh của Phương diện quân Tây đồng loạt nổ súng vào các vị trí phòng thủ của quân Đức trên tuyến đầu. Tập đoàn quân không quân 1 và Tập đoàn quân không quân tầm xa đã xuất kích 1.200 phi vụ ban ngày và khoảng 200 phi vụ ban đêm, oanh tạc các cứ điểm phòng thủ của quân Đức ở tuyến sau. Sau 90 phút pháo kích, 241 dàn Katyusha bắt đầu trút đạn lên các vị trí phòng thủ kiên cố của quân Đức được xác định tọa độ trên các bản đồ. 6 giờ 30 phút, các mũi đột kích chủ yếu của các tập đoàn quân 10, 5, 33 và cận vệ 10 bắt đầu xung phong vào các tuyến chiến hào đầu tiên của Quân đoàn bộ binh 12 (Đức). Gượng dậy qua các đợt pháo kích, quân Đức phản kích quyết liệt. Thượng tướng Kurt von Tippelskirch, chỉ huy Quân đoàn bộ binh 12 (Đức) cố gắng giữ các vị trí quan trọng tại tuyến 1 và khu phòng thủ Spas Demensk trong mấy ngày để chờ các lực lượng cơ giới mạnh ở tuyến được điều lên phản kích. Trong ngày đầu tiên của chiến dịch, các sư đoàn bộ binh Liên Xô chỉ tiến lên được 4 km.
Để thúc đẩy cuộc tấn công, cuối ngày 7 tháng 8, tướng V. D. Sokolovsky quyết định tung Tập đoàn quân 21 của tướng N. I. Krylov từ thê đội 2 vào trận tuyến, sớm 2 ngày so với dự kiến. Tuy nhiên, ngày 8 tháng 8, thống chế Walter Model đã điều động Sư đoàn xe tăng 5 và Sư đoàn bộ binh 131 của Quân đoàn xe tăng 56 từ hướng Zhizdra - Rogatschevo (???) kéo lên Spas Demensk phản kích. Đến ngày 9 tháng 8, các tập đoàn quân 5, 33 và cận vệ 10 chỉ đạt được kết quả rất hạn chế, đánh chiếm các cứ điểm Zamoshye, Gnezdilova, Sluzna nhưng vẫn bị quân Đức chặn lại cách tuyến xuất phát từ 2 đến 4 km. Trong ba ngày liền, Tập đoàn quân 33 (Liên Xô) dẫm chân tại chỗ trước cụm cứ điểm Spas Demensk rất mạnh của Quân đoàn 12 (Đức) nay lại được gia cố thêm bằng 2 trung đoàn xe tăng. Tiếp tục cố gắng phá vỡ thế bế tắc. Ngày 12 tháng 8, tướng V. D. Sokolovsky tung Quân đoàn xe tăng cận vệ 2 Tatsinskaya và Quân đoàn kỵ binh cận vệ 6 vào chiến đấu trong dải tấn công của Tập đoàn quân 33. Ngày 13 tháng 8, xe tăng và các kỵ binh Liên Xô đánh bật Sư đoàn xe tăng 5 và Sư đoàn bộ binh 260 (Đức) ra phía Tây Spas Demensk và chiếm thành phố. Tuyến phòng thủ thứ nhất của quân Đức đã bị chọc thủng một đột phá khẩu lớn xung quanh Spas Demensk.
Từ ngày 9 đến ngày 13 tháng 8, Tập đoàn quân cận vệ 10 phải đánh lùi 8 đợt phản kích lớn của Sư đoàn xe tăng 2 và 3 sư đoàn bộ binh của Quân đoàn xe tăng 39 (Đức) nhưng vẫn không thể vượt qua cứ điểm Sluena (???). Tập đoàn quân 68 của tướng E. P. Zhuravlev được đưa từ thê đội 2 vào tác chiến cũng chỉ đẩy tốc độ tấn công lên được 2,5 đến 3 km/ngày. Ở phía Bắc, Tập đoàn quân 5 (Liên Xô) cũng chỉ chiếm được một bàn đạp nhỏ tại Sikaryevo (???), nằm giữa hai con sông Osma và Ugra sau 10 ngày chiến đấu vất vả. Ngày 14 tháng 8, tướng V. D. Sokolovsky có một quyết định táo bạo, điều Quân đoàn cơ giới 5 từ vị trí dự bị tại phía sau Tập đoàn quân cận vệ 10 đến khu vực Kirov. Ngày 15 tháng 8, quân đoàn này đã phối hợp với Tập đoàn quân 10 mở cuộc đột kích dọc theo thung lũng số Borba lên phía Bắc, đánh vào phía Tây Spas Demensk và Bakhmutovo. Đòn đột kích vu hồi của Quân đoàn cơ giới 5 (Liên Xô) đã loại bỏ hoàn toàn tuyến phòng ngự đầu tiên của Quân đoàn bộ binh 12 và Quân đoàn xe tăng 56 (Đức). Ngày 16 tháng 8, các tập đoàn quân cận vệ 10, 33, 49 cũng đồng loạt mở cuộc tấn công sang phía Tây, đẩy cánh Nam của Tập đoàn quân 4 và cánh Bắc của Tập đoàn quân 9 (Đức) về tuyến phòng ngự thứ hai.
Do Chiến dịch tấn công Dukhovshina-Demidov lần thứ nhất của Phương diện quân Kalinin đánh không thắng đã bị sớm đình chỉ ngày 18 tháng 8, Tập đoàn quân 5 và Tập đoàn quân 68 (Liên Xô) không thể tiếp tục mạo hiểm tấn công sang phía Tây trong khi Quân đoàn bộ binh 9 (Đức) vẫn liên tục phản kích nhằm chiếm lại bàn đạp Sikarevo. Ngày 20 tháng 8, tướng V. D. Sokolovsky ra lệnh tạm dừng chiến dịch.

### Tấn công Dukhovshchina

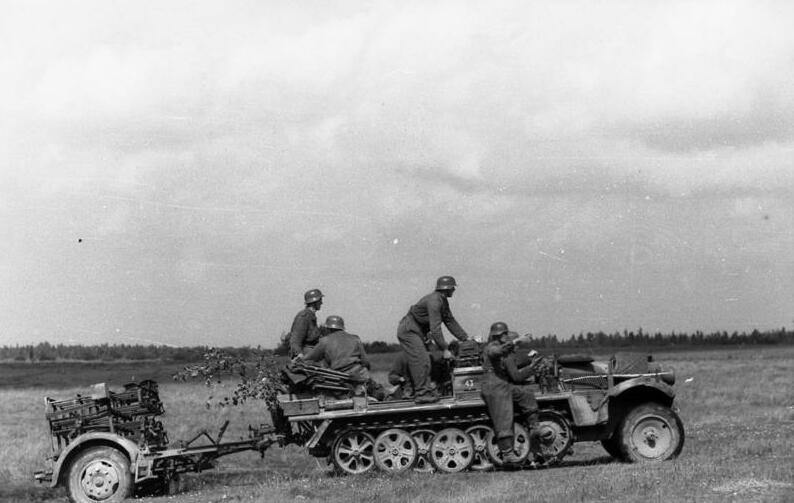
Bộ binh cơ giới Đức cơ động ra tuyến phòng thủ

Từ ngày 3 đến ngày 5 tháng 8, Tổng tư lệnh tối cao Liên Xô I. V. Stalin đến thị sát tại các phương diện quân Tây và Kalinin. Đây là chuyến đi thị sát mặt trận duy nhất của I. V. Stalin trong Chiến tranh Xô-Đức.. Tại Phương diện quân Kalinin, I. V. Stalin đã yêu cầu điều chỉnh mật độ pháo binh lên 170 khẩu/km chính diện, tăng viện cho phương diện quân này 1 quân đoàn kỵ binh và 3 sư đoàn không quân. Ông cũng đồng ý với đề nghị của tướng A. I. Yeryomenko lùi thời gian tấn công đến ngày 13 tháng 8 do chưa vận chuyển đủ đạn dược cho pháo binh mặt trận.
Phương diện quân Kalinin bắt đầu chiến dịch tấn công Dukhovshchina-Demidov chậm 1 tuần sau ngày mở màn chiến dịch Smolensk và chậm 10 ngày so với kế hoạch ban đầu. Theo kế hoạch, các tập đoàn quân 39 và 43 tấn công Dukhovshchina. Bêm cánh trái họ, Tập đoàn quân 31 sẽ mở cuộc tấn công vào Dorogobuzh, khép chặt hai bên sườn của hai phương diện quân. 7 giờ 30 phút ngày 13 tháng 8, sau màn đạn pháo binh bắn chuẩn bị và các cuộc oanh tạc của Cụm không quân mặt trận thuộc Tập đoàn quân không quân 3 (Liên Xô), các sư đoàn tuyến 1 trên cánh trái Phương diện quân Kalinin bắt đầu xuất kích.
Tập đoàn quân 39 tấn công trên chính diện 22 km phía Đông Bắc Dukhovshchina. Trong ngày đầu, các sư đoàn bộ binh 83, 124, 134 và cận vệ 2 đã tiến sâu 4 đến 5 km vào tuyến phòng thủ thứ nhất của Quân đoàn bộ binh 27 (Đức). Ngày 14 tháng 8, tướng Paul Völckers huy động các sư đoàn bộ binh 197, 246 và 256 phản kích vào đội hình các sư đoàn bộ binh 124 và 134 (Liên Xô), chặn đứng cuộc tấn công của quân đội Liên Xô cách Dukhovshchina 15 km. Ngày 15 tháng 9, tướng Gotthard Heinrici điều Sư đoàn xe tăng 2 và các sư đoàn bộ binh 52, 197, 246 lập tuyến phòng thủ trên bờ nam thượng nguồn sông Dniepr. 60 xe tăng và pháo tự hành Đức liên tục phản kích vào đội hình Tập đoàn quân 39. Tập đoàn quân 31 (Liên Xô) sau khi dễ đánh chiếm Safonovo đã bị Sư đoàn cơ giới 14 và các sư đoàn bộ binh 129, 337 (Đức) chặn lại trước cửa ngõ phía Bắc Dorogobuzh.
Tập đoàn quân 43 (Liên Xô) bị chặn lại ngay trên tuyến xuất phát bởi các cuộc phản kích của các sư đoàn bộ binh 36 và 56 được điều từ hướng Oryol đến phối hợp với các sư đoàn 87, 206 và 330 từ Demidov kéo lên phản kích. Ngày 16 tháng 8, Tập đoàn quân 39 chiếm được khu bàn đạp nhỏ tại Tsarev và Pavlovo trong một trận đánh "tốn máu". Trong các ngày 17 và 18 tháng 8, Tập đoàn quân xe tăng 3 Đức tổ chức phản công. Trước nguy cơ quân Đức đột kích vào sau lưng Tập đoàn quân 43 và chia cắt tập đoàn quân này với Tập đoàn quân 39, tướng A. I. Yeryomenko báo cáo với STAVKA đề nghị đình hoãn chiến dịch để củng cố lại. Ngày 19 tháng 8, STAVKA đồng ý. Phương diện quân Kalinin phải tổ chức phòng ngự để chuẩn bị lại chiến dịch từ đầu.

## Giai đoạn 2 (21 tháng 8 – 6 tháng 9)
Đến giữa tháng 8, Chiến dịch "Thành trì" của quân đội Đức Quốc xã đã hoàn toàn sụp đổ. Quân đội Liên Xô đang tổ chức Chiến dịch phản công Belgorod-Kharkov (có mật danh "Chiến dịch Nguyên soái Rumyantsev") và Chiến dịch phản công Oryol - Orlov (có mật danh "Chiến dịch Kutuzov"). Cuối tháng 8 năm 1943, cuộc phản công mùa hè của quân đội Liên Xô tại cánh Nam mặt trận Xô-Đức đã phát triển thành một cuộc tổng tấn công nhằm vào các phòng tuyến của quân phát xít Đức trên toàn lãnh thổ Ukraina. Ở chỗ tiếp giáp giữa Cụm tập đoàn quân Trung tâm và Cụm tập đoàn quân Nam, tướng Walter Model lập "Phòng tuyến Hagen" nhằm bảo vệ Bryansk và rút ra một số sư đoàn (trong có Sư đoàn xe tăng 8) để điều lên phòng ngự tại Smolensk. Quân đoàn bộ binh 23 (trong đó có Sư đoàn xe tăng 20) cũng được điều đến khu vực Roslavl. Trước tình quân Đức tăng cường phòng ngự trên hướng Roslavl. Bộ Tổng tư lệnh tối cao Liên Xô quyết định chuyển hướng tấn công làm hai mũi. Một mũi tấn công Bryansk, một mũi tấn công vào Yelnya và Dorogobuzh nhằm tạo thế chia cắt quân Đức tại Cụm Smolensk và Cụm Roslavl, đồng thời tạo một hướng tấn công từ phía Nam uy hiếp Roslavl.

### Đánh chiếm Yelnia lần thứ hai
Các mục tiêu của Chiến dịch tấn công Yelnia-Dorogobuzh được STAVKA xem là "chìa khóa" để mở đường tới Smolensk. Quân Đức cũng coi đây là "cái chốt" phòng thủ chính của Cụm tập đoàn quân Trung tâm và tổ chức phòng thủ hết sức kỹ lưỡng tại khu vực này. Khu đầm lầy của lưu vực sông Desna và sông Ugra được chôn mìn dày đặc và các khẩu đội pháo được bố trí tại các ngọn đồi cao hướng về thành phố. Rút kinh nghiệm những gì không thành công trong giai đoạn 1, Quân đội Liên Xô cũng chuẩn bị rất kỹ cho giai đoạn 2. Từ ngày 20 đến 27 tháng 8, Tập đoàn quân cận vệ 1 được tăng cường Quân đoàn cơ giới 5 và Quân đoàn kỵ binh cận vệ 6 đặt trực thuộc Tư lệnh tập đoàn quân (trước đó trực thuộc phương diện quân). Tập đoàn quân 21 cũng được tăng cường Quân đoàn xe tăng cận vệ 2 Tatsinskaya và Lữ đoàn pháo tự hành cận vệ 1. Tập đoàn quân 33 được bổ sung thêm 5 lữ đoàn pháo binh tầm xa.
Chính diện tấn công của các tập đoàn quân thê đội 1 cũng được bố trí lại chỉ còn 36 km để bảo đảm mật độ binh lực và hỏa lực. Dải tấn công của Tập đoàn quân cận vệ 10 thu lại còn 20 km, các dải tấn công của Tập đoàn quân 21 và Tập đoàn quân 33 cũng thu hẹp lại mỗi nơi còn 8 km. Trên các hướng tấn công chính, quân đội Liên Xô đã tạo được ưu thế về binh lực và hỏa lực so với quân đội Đức Quốc xã với tỷ lệ 1,5:1 về bộ binh, 2:1 về xe tăng và từ 4 đến 5:1 về pháo binh. Đến ngày 27 tháng 8, Phương diện quân Tây đã tập hợp được 14 sư đoàn và lữ đoàn bộ binh, 8 lữ đoàn và trung đoàn xe tăng, 5 trung đoàn pháo tự hành, 2 sư đoàn pháo tầm xa, 38 lữ đoàn và trung đoàn pháo xe kéo và súng cối, 2 sư đoàn pháo phòng không. Các lữ đoàn xe tăng được bổ sung từ các kho dự trữ tại Narofominsk 131 tăng T-34, 70 tăng T-70, 22 xe bọc thép và 220 ô tô, máy kéo. Lượng dự trữ đạn dược, nhiên liệu, lương thực... đủ dùng trong hai tuần.
Sáng 28 tháng 8, pháo binh của Phương diện quân Tây khai hỏa với mật độ dày đặc như đợt thứ nhất. Tại hướng tấn công chính (hướng Yelnya) có 170 khẩu pháo và súng cối từ 76 mm trở lên trên 1 km chính diện. Trên hướng phụ công Dorogobuzh, mật độ pháo binh cũng lên đến 150 nòng súng trên 1 km chính diện. Thời gia bắn pháo chuẩn bị kéo dài đến 90 phút, bảo đảm dập tắt các hỏa điểm pháo chống tăng và súng máy của quân Đức cũng như ngăn chặn các đòn phản pháo của pháo binh Đức. Trong ngày đầu tiên của cuộc tấn công, đột phá khẩu được mở rộng đến 25 km với chiều sâu từ 6 đến 8 km. Quân đoàn cơ giới 5 tấn công trong dải của Tập đoàn quân cận vệ 10 đã phối hợp tốt với bộ binh, thọc sâu vào tuyến phòng ngự thứ hai của Quân đoàn xe tăng 39 (Đức) 10 km, đánh chiếm các cứ điểm phòng ngự quan trọng ở Koshelevo và Novo Berezovka, gây rối loạn hậu cứ của Tập đoàn quân 4 (Đức). Ngày 29 tháng 8, Quân đoàn kỵ binh cận vệ 6 đánh bật Sư đoàn bộ binh 337 và 131 (Đức) về bờ Tây sông Ugra và nhanh chóng vượt sông, đánh chiếm cây cầu đường sắt. Cánh phải của Tập đoàn quân cận vệ 10 cũng vượt sông Ugra ở Mitishkovo và tấn công sang phía Tây.
Đến cuối ngày 29 tháng 8, cửa đột phá đã mở rộng thành 30 km ở cả phía Bắc và phía Nam Yelnya, có chiều sâu lên đến 15 km. Để phát huy chiến quả, tư lệnh Tập đoàn quân 21, tướng N. I. Krylov quyết định đưa Quân đoàn xe tăng cận vệ 2 Tatinskaya vào chiến đấu trên khu vực Prechistoye - Byvalki. Ngày 30 tháng 8, Tập đoàn quân cận vệ 10 tấn công Yelnya từ phía Bắc, Tập đoàn quân 21 tấn công từ phía Nam lên. Cùng ngày, Sư đoàn cơ giới SS "Đại Đức được điều từ Rudnya tấn công từ Mutishe vào đội hình của Quân đoàn xe tăng cận vệ 2 nhưng các đợt công kích của xe tăng Đức đều bị hỏa lực của pháo tự hành chống tăng Liên Xô đánh lui. Đếm 30 rạng ngày 31 tháng 8, quân Đức tại Yelnya bỏ thành phố tháo chạy. Ngày 31 tháng 8, các sư đoàn bộ binh 29 và 76, các lữ đoàn xe tăng 25, 26 và Lữ đoàn tăng cận vệ 23 tiến vào giải phòng Yelnya. Tối 31 tháng 8, Moskva bắn đại bác cấp 3 chào mừng Phương diện quân Tây chiếm lại Yelnya lần thứ hai.
Trong một tuần tiếp theo, 3 tập đoàn quân Liên Xô tiếp tục mở rộng tấn công. Tập đoàn quân 5 phối hợp với Tập đoàn quân 68 đánh chiếm Dorogobuzh, Tập đoàn quân 31 (Phương diện quân Kalinin) tiến công sâu 32 km, tiếp cận Yarshevo. Ở phía nam, các tập đoàn quân 10 và 43 cũng đồng loạt tấn công sang phía Tây, áp sát Mileyevo và tuyến sông Desna. Ngày 6 tháng 9, Quân đội Liên Xô đã tiến đến bờ Đông sông Dniepr, chiến dịch kết thúc thắng lợi. Chiếc "chìa khóa" vào Smolensk đã nằm trong tay quân đội Liên Xô.

### Cuộc hành quân Bryansk
Giống như "cái chèn sắt" được tạo nên bởi xe tăng Đức trong khu vực Mtsensk - Oryol. Bryansk và các cụm cứ điểm xung quanh nó cũng tạo nên một "cái nêm" chia cắt hoạt động của Phương diện quân Trung tâm và Phương diện quân Tây (Liên Xô). Sau Chiến dịch Kutuzov, tướng Walter Model đã dựng lên "Phòng tuyến Hagen" chạy dọc phía Đông sông Desna. Trong đó, Bryansk vừa đóng vai trò là một trung tâm phòng ngự của toàn bộ phòng tuyến, vừa là đầu mối đường sắt quan trọng trong vùng. Tương tự như ở khu vực Smolensk - Roslavl, quân Đức cũng bố trí tại đây ba lớp phòng thủ. Lớp tiền duyên chạy dọc phía Đông con đường sắt Roslavl - Bryansk và Bryansk - Sumy. Lớp thứ hai bố trí dọc theo các con sông Desna và Nerussa. Lớp thứ ba dọc theo sông Iput từ phía Đông Gomen đến phía Đông Krichev. Đối đầu với các Tập đoàn quân 50, 3, 11, cận vệ 11 và 63 (Phương diện quân Bryansk) là các quân đoàn bộ binh 55, 53, 35 và 23 vừa thua trận và phải rút quân khỏi chỗ lồi Oryol.
Ban đầu, thượng tướng M. M. Popov, tư lệnh Phương diện quân Bryansk định sử dụng Tập đoàn quân 50 mới được chuyển giao từ Phương diện quân Tây để tấn công từ Zhizdra sang phía Tây với mục tiêu đánh chiếm ngã ba đường sắt Bryansk trên cửa sông Nerussa. Tuy nhiên, Tập đoàn quân 50 không có xe tăng và quân số không đủ biên chế. Hơn nữa, nó được chuyển cho Phương diện quân Bryansk trong khi tuyến phân giới giữa hai phương diện quân vẫn đi qua phía Nam Kirov như cũ. Trinh sát mặt trận cho biết tuyến phòng ngự của quân Đức quanh khu vực Lyudinovo - Dyatkovo - Bryansk rất "rắn". Đúng lúc Bộ tư lệnh Phương diện quân Bryansk chưa tìm ra giải pháp thì ngày 16 tháng 8, qua hệ thống chia sẻ tin tức tình báo giữa các phương diện quân, báo cáo của trinh sát của Tập đoàn quân 10 có nhắc đến việc cánh trái của Tập đoàn quân này đã đánh chiếm các điểm cao 26 và 28,8 tại nơi tiếp giáp giữa hai Phương diện quân mà quân đội Liên Xô lâu nay vẫn phải dừng lại do sức phòng thủ cứng rắn của quân Đức. Trinh sát mặt trận cũng cho biết quân Đức điều Sư đoàn bộ binh 211 (Quân đoàn bộ binh 55) đi nơi khác, thay vào đó là Sư đoàn bộ binh 321 mới được đưa từ tuyến sau lên. Thượng tướng M. M. Popov liền thay đổi kế hoạch tấn công.
Điện đàm với thượng tướng V. D. Sokolovsky, tư lệnh Phương diện quân Tây, M. M. Popov đề nghị phương diện quân bạn cho "mượn" bàn đạp Kirov để tổ chức tấn công. Theo đó, Tập đoàn quân 50 sẽ chuyển từ Zhizdra lên phía Nam Kirov, Cụm kỵ binh cơ giới của tướng V. V. Kryukov sẽ chuyển lên Dubrovka để từ đó, giáng một đòn đột kích xuống ngã ba đường sắt Zhukovka phía Tây Bryansk, trên chỗ hợp lưu giữa sông Nerussa. Tập đoàn quân 50 và Tập đoàn quân 3 cùng đột kích vào phía sau khu phòng thủ Lyudinovo - Dyatkovo - Bryansk từ hướng Đông Bắc, phối hợp với Tập đoàn quân 63 từ phía Nam tấn công qua Lokot lên Pochep. Đòn đột kích bọc hậu dọc theo sông Desna sẽ loại bỏ toàn bộ hai lớp phòng thủ của các quân đoàn bộ binh 55, 53 và 35 (Đức) trên phòng tuyến Hagen. Thượng tướng V. D. Sokolovsky đồng ý với phương án "mượn" bàn đạp Kirov.
Ban đầu, Đại bản doanh Liên Xô không đồng ý với kế hoạch này vì nó quá mạo hiểm. Việc cơ động cả một tập đoàn quân ngay sát nách quân Đức chứa đựng nhiều nguy cơ rủi ro. Thắng lợi của chiến dịch chỉ trong cậy vào tính bất ngờ. Vì thế, không thể nhanh chóng chuyển pháo binh sang hướng tấn công mới mà không bị trinh sát quân đội Đức Quốc xã phát hiện. Tướng M. M. Popov lại nhờ tướng V. D. Sokolovsky cho "mượn" cả pháo binh của Tập đoàn quân 10. V. D. Sokolovsky đồng ý nhưng cũng cho tướng M. M. Popov biết là Phương diện quân Tây đang rất "khan" đạn pháo. Tướng M. M. Popov chọn giải pháp cho bộ binh của Tập đoàn quân 50, trong khi chuyển quân sẽ kết hợp mang vác đạn pháo cho pháo binh của Tập đoàn quân 10 - là đơn vị sẽ yểm hộ cuộc tấn công. Tổng tư lệnh tối cao I. V. Stalin đã mấy lần hỏi Bộ Tổng tham mưu Liên Xô về triển vọng của chiến dịch. Câu trả lời của Bộ Tổng tham mưu là họ hoàn toàn tin tưởng chiến dịch sẽ thành công sau khi đưa ra các luận cứ và tính toán cụ thể. Ngày 5 tháng 9, kế hoạch tấn công của Phương diện quân Bryansk được thông qua. Trong 40 giờ, Tập đoàn quân 50 và Quân đoàn kỵ binh cận vệ 2 đã tập kết tại vị trí mới. Số lượng đạn pháo được mang vác trên vai những người lính đủ dùng cho năm trung đoàn pháo binh phát huy hỏa lực.
Theo đúng thời gian ấn định của Tổng tư lệnh tối cao I. V. Stalin, Tập đoàn quân 50 và Cụm kỵ binh cơ giới của tướng V. V. Kryukov bắt đầu tấn công từ "bàn đạp" Kirov lúc 7 giờ sáng ngày 7 tháng 9 năm 1943 và đạt được thành công lớn. Ngay trong ngày tấn công đầu tiên, quân đội Liên Xô đã vượt qua sông Desna. Ngày thứ ba của chiến dịch, Tập đoàn quân 50 đánh chiếm các cứ điểm Snopot, Nemerichi và Dubrovka. Cụm kỵ binh cơ giới của tướng V. V. Kryukov được đưa đến đây và triển khai tấn công dọc theo thung lũng sông Desna. Đến ngày 15 tháng 9, kỵ binh cơ giới và bộ binh Liên Xô đã tiến sâu 70 km về phía Nam đánh chiếm Zhukovka và quét sạch bờ hữu ngạn sông Desna. Đòn tập hậu thọc sâu của Quân đoàn kỵ binh cận vệ 2 (Liên Xô) dọc theo sông Desna đã loại hoàn toàn hai lớp phòng thủ của quân Đức trên phòng tuyến Hagen.
Trong lúc cả hai tuyến phòng thủ của các quân đoàn 53 và 55 (Đức) rối loạn do phải đối phó với các đòn đánh vào hậu cứ của kỵ binh Liên Xô thì Tập đoàn quân 3 cũng mở hai mũi tấn công đánh chiếm Lyudinovo và Dyatkovo. Trên chính diện trung tâm, các tập đoàn quân 11 và cận vệ 11 mở hai mũi tấn công vu hồi vào Bryansk. Ngày 13 tháng 9, Quân đoàn 35 (Đức) tổ chức phản kích tại Karachev trên bờ Đông sông Desna, đánh bật Tập đoàn quân cận vệ 11 trở lại Đông Nam Bryansk. Tuy nhiên, ngày 15 tháng 9, Tập đoàn quân 3 (Liên Xô) đã đánh chiếm Pochep. Ngày 17 tháng 9, Tập đoàn quân 11 (Liên Xô) giải phóng Bryansk. Quân đoàn bộ binh 35 và tàn quân của các quân đoàn bộ binh 53, 55 (Đức) tháo chạy về phía tây.
Chiến dịch tấn công Bryansk thắng lợi đã tạo thuận lợi cho Phương diện quân Tây và Phương diện quân Kalinin tiếp tục tấn công sau hàng chục ngày tạm dừng. Ngày 14 tháng 9, Chiến dịch tấn công Dukhovshina-Demidov được mở lại và lần này, Phương diện quân Kalinin đã đánh chiếm Dukhovshina và Demidovo hai cứ điểm quan trọng phía Bắc Smolensk. Ngày 15 tháng 9, Phương diện quân Tây cũng tổ chức Chiến dịch tấn công Smolensk-Roslavl. Ở phía Nam, Phương diện quân Trung tâm cũng hiệp đồng với Tập đoàn quân 63 trên cánh trái của Phương diện quân Bryansk tổ chức thành công Chiến dịch Chernigov-Pripyat tiến ra biên giới Nga - Belarus và áp sát Gomen. Phương diện quân Bryansk cũng ào ạt truy kích quân đội Đức Quốc xã đang rút chạy. Ngày 26 tháng 9, Tập đoàn quân 50 vượt sông Iput đánh chiếm Khotimsk (Chocimsk). Ngày 27 tháng 9, Tập đoàn quân 11 đánh chiếm Klintsy. Ngày 29 tháng 9, Tập đoàn quân 63 đánh chiếm Novozybkov. Ngày 30 tháng 9, Quân đoàn kỵ binh cận vệ 2 đã tiếp cận cửa ngõ phía Đông thành phố Gomen. Ngày 2 tháng 10, Phương diện quân Bryansk đã chiếm lĩnh bờ trái tuyến sông Pronya từ Chavusy đến phía Bắc Gomen.

## Giai đoạn thứ 3 (7 tháng 9 – 2 tháng 10 năm 1943)

### Giải phóng Dukhovshina-Demidov
Cuộc tấn công đã được ấn định vào ngày 8 tháng 9. Tuy nhiên, khi đi kiểm tra mặt trận, Nguyên soái Pháo binh N. N. Voronov, đại diện Đại bản doanh phát hiện thấy dự trữ đạn pháo của Phương diện quân Kalinin mới chỉ đạt khoảng 50%. Số còn lại phải đến 6 đến 7 ngày mới được chở đến mặt trận. Ngay trong đêm 13 tháng 9. N. N. Voronov đã gọi điện thoại báo cáo tình hình và đề nghị hoãn cuộc tấn công đến khi đạn được tập kết đầy đủ. I. V. Stalin trả lời: "Cộng thêm 6 ngày. Nhưng sau thời hạn đó thì một phút cũng không được". Trong khoảng thời gian từ ngày 7 đến ngày 14 tháng 9 năm 1943, các đơn vị Hồng quân tiếp tục được bổ sung lực lượng và chuẩn bị cho đợt tấn công tiếp theo vào phòng tuyến của quân Đức. Tập đoàn quân xung kích 4 (Liên Xô) được điều động đến khu vực Pushky (???) trên hữu ngạn sông Tây Dvina để trợ lực cho Tập đoàn quân 43. Tập đoàn quân 31 (Phương diện quân Kalinin) được chuyển giao cho Phương diện quân Tây nhưng vẫn có nhiệm vụ tấn công Yartsevo như cũ. Tập đoàn quân không quân 3 được bổ sung 2 sư đoàn máy bay mới. Mật độ pháo binh được nâng lên 145-150 khẩu/km chính diện tấn công. Các lữ đoàn xe tăng 60, 230 và các lữ đoàn cơ giới 46, 47 có 240 xe tăng đã sẵn sàng ở thê đội 2.
9 giờ sáng 14 tháng 9, pháo binh các cỡ và các dàn Katyusha của Phương diện quân Kalinin bắt đầu trút đạn lên các vị trí phòng thủ của Tập đoàn quân xe tăng 3 (Đức). Trận pháo kích kéo dài 1 giờ 15 phút đã làm tan hoang hệ thống lô cốt, hầm hào của quân Đức. Một tù binh Đức thuộc Trung đoàn 481, Sư đoàn bộ binh 35 (Đức) khai: "Chúng tôi đã biết trước rằng quân Nga sẽ tấn công. Nhưng chưa bao giờ tôi thấy hỏa lực pháo binh dày đặc đến như vậy. Hầu hết hệ thống phòng thủ của chúng tôi bị phá hủy. Nhiều người chết và bị thương". Một tù binh khác của Trung đoàn 163, Sư đoàn bộ binh 252 cũng xác nhận: "Đại đội chúng tôi bị tổn thất hơn 40 người sau loạt pháo đầu tiên rất chính xác của quân Nga. Riêng trung đội của tôi đã có hơn 10 người chết". 20 phút trước khi trận pháo kích kết thúc, những quả đạn Katyusha đã "dọn dẹp" nốt những gì còn sót lại trên các tuyến phòng thủ của quân Đức xung quanh Demidov và Dukhovshchina.
10 giờ 15 phút, Tập đoàn quân 43 triển khai tấn công Demidov, Tập đoàn quân 39 tấn công Dukhovshchina. Tập đoàn quân 31 tiến đánh Yartsevo. Trong ngày tấn công đầu tiên, Tập đoàn quân 39 đã tiến sâu từ 4 đến 7 km, Tập đoàn quân 43 cũng đột phá sâu 6 đến 8 km vào đến tuyến phòng ngự thứ hai của quân Đức. Tập đoàn quân 31 cũng nhanh chóng mở rộng cửa đột phá và triển khai tấn công dọc theo đường sắt và đường bộ chạy song song từ Zhugino đi Yartsevo. Ngày 15 tháng 9, các tập đoàn quân 31, 39 và 43 tiếp tục khoét sâu cửa mở lên đến 13 km, giải phóng các thị trấn Skugrevo, Petrishchevo và Grishino. Ngày 18 tháng 9, Tập đoàn quân 39 đánh chiếm Dokhovshchina, đặt cụm phòng thủ của các sư đoàn bộ binh 95 và 129 (Đức) tại Yartsevo vào thế bị hở sườn trái. Ngày 19 tháng 9, Tập đoàn quân 31 đánh chiếm Yartsevo. Trên cánh phải của chiến dịch, Tập đoàn quân 43 đã mở rộng cửa đột phá lên đến 25 km, sâu 27 km. Ngày 22 tháng 9, Tập đoàn quân 43 giải phóng Demidov. Tập đoàn quân xung kích 4 trong vai trò trợ chiến trên cánh phải đã đánh chiếm Velizh và tấn công dọc theo sông Tây Dvina về hướng Vitebsk. Từ ngày 23 tháng 9 đến ngày 2 tháng 10, 3 tập đoàn quân cánh trái của Phương diện quân Kalinin và Tập đoàn quân 31 tiếp tục tấn công về phía Tây, giải phóng hơn 200 làng mạc và thị trấn. Ngày 28 tháng 9, Tập đoàn quân 43 chiếm Ponizovye. Ngày 29 tháng 9, Tập đoàn quân 39 đánh chiếm Rudnya. Ngày 2 tháng 10, Tập đoàn quân 39 tiếp tục chiếm Eliseevka. Tập đoàn quân xung kích 4 đã tiếp cận cửa ngõ Đông Bắc Vitebsk. Chiến dịch kết thúc. Phương diện quân Kalinin đã tiến ra biên giới Belarus. Ngày 20 tháng 10, nó được đổi tên thành Phương diện quân Pribaltic 1.

### Hoàn thành Chiến dịch Smolensk
Tại khu vực tác chiến của Phương diện quân Tây, đợt tấn công của Hồng quân bắt đầu chậm hơn Phương diện quân Kalinin một ngày. Sau 2 giờ pháo kích liên tục, 10 giờ sáng ngày 15 tháng 9, toàn bộ 8 tập đoàn quân của Phương diện quân Tây đều đồng loạt tấn công. Trên hướng Tây Bắc, Tập đoàn quân 31 đã đánh chiếm Yartsevo chỉ sau một ngày. Đến ngày 19 tháng 9, tập đoàn quân này đã đánh chiếm một loạt các cứ điểm quan trọng gồm Ribshevo, Berdinsk (???), Lomnosovsk (???), Kuraginsk (???), Pankratovsk (???), phá vỡ vành đai phòng thủ phía Bắc Smolensk của Tập đoàn quân xe tăng 3 (Đức). Ở phía Nam Smolensk, các tập đoàn quân 21, 33 và cận vệ 110 được tăng cường Quân đoàn xe tăng cận vệ 2, Quân đoàn cơ giới 5 và Quân đoàn kỵ binh cận vệ 6 đã mở được một đột phá khẩu rộng hơn 20 cây số và sâu 10 cây số trong ngày tấn công đầu tiên. Ngày 16 tháng 9, quân Đức tổ chức một cuộc phản kích tại khu vực Braklitsy (???) - Pochinok với sự tham gia của 11 pháo tự hành hạng nặng. Đối đầu với Tiểu đoàn xe tăng 216 và Trung đoàn bộ binh 755 (Đức) chỉ có Trung đoàn bộ binh 478 của Sư đoàn bộ binh 332 (Liên Xô). Trung đoàn pháo chống tăng 712 đóng tại làng Nedogovo (???) gần đó đã kéo đến trợ chiến, bắn cháy 3 pháo tự hành của quân Đức và phối hợp với bộ binh diệt hơn 400 lính Đức, đánh lùi cuộc phản kích.
Đến ngày 19 tháng 9, Phương diện quân Tây (Liên Xô) đã mở rộng đột phá khẩu lên đến 250 cây số và sâu hơn 40 cây số, phá vỡ cả ba tuyến phòng ngự của quân Đức ở Bắc và Nam Smolensk. Ngày hôm sau, Bộ Tổng tư lệnh tối cao Liên Xô (STAVKA) ra lệnh cho Phương diện quân Tây phải đánh chiếm Smolensk và Roslavl trước ngày 27 tháng 9. Sau đó, từ ngày 10 đến 12 tháng 10 phải đánh chiếm Orsha và Mogilev. Phương diện quân Kalinin cũng được giao nhiệm vụ giải phóng Vitebsk trước ngày 12 tháng 10.
Ngày 21 tháng 9, Tập đoàn quân cận vệ 10 có Quân đoàn kỵ binh cận vệ 3 và Quân đoàn xe tăng cận vệ 2 mở đường đã vượt sông Sozh, đánh chiếm Lapchyevo (???), phía Nam Smolensk 25 km và xốc tới Krasny. Cùng ngày, Tập đoàn quân 21 có Quân đoàn cơ giới 5 làm tiên phong đã đánh chiếm Braklitsy, bao vây phía Bắc Pochinok. Ngày 22 tháng 9, Tập đoàn quân 49 đánh chiếm nhà ga Stodolishche, cắt đứt giao thông đường sắt giữa Pochinok và Roslavl. Ngày 23 tháng 9, Quân đoàn cơ giới 5 phối hợp với Quân đoàn kỵ binh cận vệ 6 (Tập đoàn quân 33) đánh chiếm Pochinok, một cứ điểm phòng thủ mạnh của Tập đoàn quân 9 (Đức). Cùng ngày, Tập đoàn quân 10 (Liên Xô) sau khi đánh chiếm các cứ điểm Mileevo (???), Ekimovichi, Prigorye đã áp sát phía Đông và phía Nam Roslavl. Chỉ sau một tuần tấn công, các vành đai phòng thủ từ xa của Tập đoàn quân xe tăng 3 (Đức) ở phía Bắc Smolensk và Tập đoàn quân 9 (Đức) ở phía Nam Smolensk đều bị chọc thủng. Ở giữa mặt trận, ngày 23 tháng 9, Tập đoàn quân 5 và Tập đoàn quân 68 (Liên Xô) tấn công dọc theo đường cao tốc Minsk chỉ còn cách ngoại ô phía Tây Smolensk 20 km. Ở phía Nam, Tập đoàn quân 10 cũng áp sát Roslavl. Tướng Kurt von Tippelskirch, tư lệnh Quân đoàn bộ binh 12 trong chiến dịch Smolensk nhận xét:
| “                        | Lực lượng của Phương diện quân Tây của Liên Xô đã chọc thủng cánh trái của Cụm Tập đoàn quân Trung tâm từ Dorogobuzh-Yelnya với mục đích là phá vỡ phòng tuyến tại hướng Smolensk. Rõ ràng, chỗ lồi ở khu vực phía Đông - nơi mà Tập đoàn quân số 9 đang đóng quân - không thể nào giữ lâu hơn được nữa. | ” |
| — Kurt von Tippelskirch, | |   |

Ngày 24 tháng 9 năm 1943, các Tập đoàn quân 31, 5 và 68 đồng loạt công kích vào các vị trí phòng thủ lớp trong cùng của Tập đoàn quân 9 (Đức) ở phía Bắc, phía Đông và phía Nam Smolensk. 15 giờ chiều 24 tháng 9, Tập đoàn quân 31 đã vượt sông Dniepr ở phía Tây Smolensk. Tập đoàn quân 68 cũng vượt sông Dniepr ở phía Nam Smolensk và cắt đứt đường sắt Smolensk - Pochinok. Tập đoàn quân 5 và Tập đoàn quân cận vệ 10 (Liên Xô) đột kích thẳng vào ngoại ô phía đông Smolensk. Các trận đánh ác liệt và đẫm máu diễn ra suốt đêm 24 tháng 9 trên các đường phố Smolensk. Quân đội Liên Xô phải dùng công binh phá nổ kết hợp với pháo hạng nặng bắn thẳng để dập tắt từng hỏa điểm của quân Đức bố trí trong các tòa nhà kiên cố.. Ngày 25 tháng 9, Hồng quân Xô Viết giải phóng Smolensk. Cùng ngày, Tập đoàn quân 10 được tăng cường Lữ đoàn xe tăng 23 đã giải phóng Roslavl, cứ điểm phòng ngự mạnh thứ hai của Tập đoàn quân 9 (Đức) tại tỉnh Smolensk. Du kích tỉnh Smolensk đã góp công lớn trong việc phá hoại hậu cứ của các quân đoàn Đức, phát hiện nhiều hỏa điểm pháo binh, xe tăng chôn dưới đất, súng cối và súng máy của quân Đức. Họ dẫn bộ binh Liên Xô len lỏi qua các khu nhà đổ nát để bất ngờ tập kích, dập tắt các hỏa điểm của quân Đức.
Ngày 29 tháng 9, Tập đoàn quân 39 (Phương diện quân Kalinin) đánh chiếm Rudnya, một trung tâm phòng ngự mạnh của Quân đoàn bộ binh 6 (Đức) và là cửa ngõ xa của cụm cứ điểm Vitebsk. Ngày 30 tháng 9, 8 tập đoàn quân của Phương diện quân Tây và 3 tập đoàn quân của Phương diện quân Kalinin đã tiến ra tuyến Koshkino (???) - Rudnya - Eliseevka - Lyady - Bayevo (???) - Gory - Drybin - Chavusy nhưng không thể tiếp tục tiến lên được. Sau gần 2 tháng chiến đấu liên tục, tiến về phía Tây từ 200 đến 220 km, quân số, vũ khí, phương tiện quân sự của các sư đoàn đã hao hụt nghiêm trọng nhưng chậm được bổ sung. Quân đoàn xe tăng cận vệ 2 đã mất 40% số xe tăng, Lữ đoàn xe tăng độc lập 23 và Trung đoàn xe tăng độc lập 248 chỉ còn 15 xe tăng hoạt động được. Đạn dược và xăng dầu còn lại rất ít. Các tuyến đường và các đầu mối đường sắt mới chiếm lại được hầu như trong tình trạng tê liệt, cần có thời gian để sửa chữa. Các quân đoàn bộ binh 6, 27, quân đoàn xe tăng 39 (Tập đoàn quân 4 - Đức) và các quân đoàn bộ binh 9, 12, 41 (Tập đoàn quân 9 - Đức) đã kịp thời lập một tuyến phòng thủ mới trên các tuyến sông Gobza, Dniepr và Pronya, che chở cho Vitebsk, Orsha và Mogilev. Sau ba ngày tiếp tục tấn công không có hiệu quả. Ngày 2 tháng 10, STAVKA ra lệnh cho các Phương diện quân Tây và Kalinin chuyển sang trạng thái phòng thủ tích cực, chấm dứt chiến dịch Smolensk.

## Diễn biến trên các hướng có liên quan

### Giải phóng Nevel
Khi Chiến dịch Smolensk còn chưa kết thúc, trung tướng K. N. Galitsky, tư lệnh Tập đoàn quân xung kích 3 đã vạch ra một kế hoạch tấn công táo bạo vào Nevel. Theo kế hoạch này, Tập đoàn quân xung kích 3 sẽ được tập trung trên một địa đoạn hẹp và đột kích vào chỗ tiếp giáp giữa Quân đoàn bộ binh 43 (Tập đoàn quân 16 - Đức) và Quân đoàn bộ binh 6 (Tập đoàn quân xe tăng 3 - Đức), đánh chiếm Nevel. Khả năng thành công của chiến dịch này khá lớn do Nevel nằm ở chỗ tiếp giáp giữa hai cụm tập đoàn quân Đức, ở xa các vị trí đóng quân của các lực lượng dự bị chiến thuật của Đức. Chiếm được Nevel, quân đội Liên Xô có thể từ bàn đạp này triển khai tấn công lên phía Bắc đánh vào Rezekne, uy hiếp sau lưng Tập đoàn quân 16 (Đức); cũng có thể tiến xuống phía Nam, hình thành một mũi tấn công vu hồi lợi hại từ phía Bắc vào Vitebsk. Ngày 1 tháng 10, thượng tướng A. I. Yeryomenko, tư lệnh Phương diện quân Kalinin phê duyệt kế hoạch.
Quân Đức phòng thủ tại khu vực Nevel trên tiền duyên kéo dài gần 100 km từ Zhary (???) qua Gorovatka (???) - Shugurovo (???) - Hồ Derganovskoye - Balashov (???) - Minino, tiếp tục trên bờ đông sông Lovat đến Balabanovo (???) và Khondoshky (???). Tuyến phòng thủ tiếp theo ở phía Tây Velikiye Luki chạy từ Nasva qua Novosokoniki, Izocha đến Chernozem (???). Đóng quân tại khu vực phòng thủ này là một phần Quân đoàn bộ binh 43 (Đức) gồm các sư đoàn bộ binh 263, 291 và Sư đoàn đổ bộ đường không 2. Phía sau và hai bên các đơn vị này là các sư đoàn bộ binh 58, 83, 129 281 và Sư đoàn xe tăng 20. Những lực lượng dự bị chủ yếu của quân Đức đóng thành ba cụm lớn tại Polotsk - Dretyn ở phía Bắc, Gorodok - Vitebsk ở phía Nam và ngay tại Nevelsk - Pustoshka. Trinh sát pháo binh Liên Xô đã phát hiện hơn 100 lô cốt hỏa lực các loại, hơn 80 hầm trú ẩn, 20 trận địa súng cối, 150 hỏa điểm súng máy, 12 trận địa pháo, 6 khẩu đội pháo ở các khu vực lân cận bên ngoài. Mỗi lớp chiến hào phòng thủ sâu từ 40 đến 60 m, có bố trí các hàng rào dây thép gai và các bãi mìn. Chiều sâu chiến thuật phòng ngự của quân Đức ước tính từ đạt 6 đến 7 km. Binh lực phòng ngự được bố trí chủ yếu ở hướng Đông và Đông Nam Nevel.
Lực lượng chủ công của chiến dịch là Tập đoàn quân xung kích 3 của tướng K. N. Galitsky gồm 4 sư đoàn bộ binh (21, 28, 357 và cận vệ 46), 2 lữ đoàn bộ binh (31, 100) và Lữ đoàn xe tăng 78. Tướng A. I. Yeryomenko yêu cầu tướng V. I. Svetsov, tư lệnh Tập đoàn quân xung kích 4 điều động Quân đoàn bộ binh cận vệ 2 của tướng A. P. Beloborodov gồm 3 sư đoàn bộ binh (16, 117 và 360) phối hợp tấn công ở phía Nam Nevel. Bộ tư lệnh Phương diện quân Kalinin lấy từ lực lượng dự bị của mình Sư đoàn bộ binh 47 và các lữ đoàn xe tăng 143, 236 phối thuộc cho Tập đoàn quân xung kích 3 và Quân đoàn bộ binh cận vệ 2. Tập đoàn quân không quân 3 của tướng N. P. Papivin được lệnh huy động Sư đoàn tiêm kích 240 và Sư đoàn cường kích 211 yểm hộ cho chiến dịch.
Tướng K. N. Galitsky bố trí các sư đoàn bộ binh 28, 357 và Lữ đoàn bộ binh 31 ở thê đội 1 gồm các trung đoàn bộ binh cơ giới hóa và 1 lữ đoàn cơ giới. Những lực lượng này sẽ đột phá vào Emenka (???) và Shestikha (???), sau đó đánh chiếm Cheretvitsy và Vorotno, khóa chặt hướng Nevelyom (???) rồi đột nhập vào thành phố từ hướng Đông Bắc và hướng Tây. Thê đội 2 gồm Sư đoàn bộ binh 21 và Lữ đoàn 78 được dùng để mở rộng đột phá khẩu và tăng tốc độ tấn công. Lực lượng dự bị chiến dịch gồm Sư đoàn bộ binh cận vệ 46 và Lữ đoàn bộ binh 100 có nhiệm vụ sẵn sàng cơ động đánh tạt sườn các sư đoàn Đức kéo đến tăng viện. Bên cánh trái Tập đoàn quân xung kích 3, Sư đoàn bộ binh 360 của Tập đoàn quân xung kích 4 sẽ mở một cuộc tấn công từ giữa hai hồ Sviro và Gorolitsa đánh vào Bolchi Gory (???), Pestriki (???), Zelennye Luga (???), Goroditsye (???), Redotenki (???) và Shurmyelev (???) ở hai bên hồ Yezerishye. Chủ lực của Quân đoàn bộ binh cận vệ 2 sẽ phối hợp với Sư đoàn bộ binh 47 (Quân đoàn bộ binh 83) đánh chiếm Zavesno (???) và Prudok (???). Mật độ pháo binh trên hướng đột phá được bảo đảm 75 nòng súng trên 1 km (không kể súng cối 82 mm và pháo chống tăng 45 mm). Dự kiến đợt pháo kích mở màn sẽ kéo dài 1 giờ với 3 cơ số đạn dự phòng. Không quân cường kích của Tập đoàn quân không quân 3 phải tăng cường ném bom, bắn phá, ngăn chặn trên các tuyến đường sắt Plotsk đi Dretyn và Nevel qua Ezerishche đi Gorodok. Ngày 2 tháng 10, kế hoạch tấn công được phổ biến đến chỉ huy cấp trung đoàn, tiểu đoàn. Từ ngày 3 tháng 10 đến ngày 5 tháng 10, các đơn vị tiến hành tập trận có bắn đạn thật ở các vị trí cách tiền duyên từ 7 đến 10 km. Thời điểm tấn công được ấn định vào ngày 6 tháng 10.
10 giờ sáng ngày 6 tháng 10, sau màn đạn hỏa lực pháo binh đang chuyển làn sâu vào trung tâm phòng ngự của Quân đoàn bộ binh 43 (Đức) các sư đoàn bộ binh 28 và 357 bắt đầu tấn công. Trong khi Sư đoàn bộ binh 28 đã vượt qua 300 m trên cả hai lớp phòng ngự của quân Đức trên hướng Shestikha thì Sư đoàn bộ binh 357 lại không thể tiến lên được do các bãi mìn dày đặc trên hướng Emenka do Sư đoàn bộ binh 263 (Đức) phòng thủ. Không thể chờ đợi các đội công binh đến phá mìn, tướng K. N. Galitsky lệnh cho Trung đoàn pháo binh 872 dùng hỏa lực quét sạch bãi mìn, mở một hành lang rộng 200 m để bộ binh xông lên. Sư đoàn bộ binh 21 cùng Lữ đoàn xe tăng 143 được đưa vào cửa đột phá do Sư đoàn bộ binh 28 mở ra.
Cùng thời điểm 10 giờ sáng ngày 6 tháng 10, các Sư đoàn bộ binh 117 và 360 của Tập đoàn quân xung kich 4 đã giáng tiếp một đòn đột kích vào cụm cứ điểm Bolshoy Budnitsa (???) do Sư đoàn đổ bộ đường không 2 (Đức) phòng thủ. Thời gian pháo kích chuẩn bị khoảng 1 giờ và tiếp đó là các cuộc tấn công mặt đất kéo dài nửa giờ của Sư đoàn cường kích 211 (Liên Xô) đủ để phá hủy những trận địa pháo và những hỏa điểm quan trọng của quân Đức. 11 giờ cùng ngày, Lữ đoàn xe tăng 236 được đưa đến cửa đột phá và khoét sâu thêm 5 km vào tuyến phòng thủ trong cùng của quân Đức. 18 giờ cùng ngày, Sư đoàn bộ binh 47 (Liên Xô) hoàn toàn làm chủ Bolshoy Budnitsa (???), Sư đoàn bộ binh 350 cũng đánh chiếm cứ điểm Malyi Budnitsa (???). Lữ đoàn xe tăng 236 thọc sâu sang phía Tây đã cắt đứt đường sắt Nevel - Gorodok.
14 giờ ngày 6 tháng 10, Lữ đoàn xe tăng 78 và Sư đoàn bộ binh 21 (Liên Xô) đã quét sạch bờ Nam hồ Nevel và bắt đầu công kích thành phố. Chiều tối ngày 6 tháng 10, Sư đoàn bộ binh 21 và Lữ đoàn xe tăng 78 đánh bật Sư đoàn bộ binh 291 (Đức) khỏi Nevel và truy kích sang phía Tây. Tuy nhiên, sức kháng cự quyết liệt của các sư đoàn bộ binh 58 và 263 (Đức) trước cuộc tiến công của Sư đoàn bộ binh 357 (Liên Xô) có nguy cơ làm hỏng toàn bộ chiến dịch. Lữ đoàn xe tăng 78 (Liên Xô) tiếp tục được tướng K. N. Galistky đưa đến khu vực đột phá. Sư đoàn bộ binh 28 được điều động lật cánh lên phía Bắc, hỗ trợ cho Sư đoàn bộ binh 357. Ngày 7 tháng 10, được sự trợ giúp của Sư đoàn bộ binh 28, Sư đoàn bộ binh 357 đã vượt qua phía Nam hồ Ibak và đánh chiếm Bykovo (???). Sư đoàn bộ binh 28 đánh bật các cuộc phản kích của Sư đoàn bộ binh 263 (Đức), đánh chiếm Verkhitno (???), phía Bắc Nevel.
Chiến thắng đã đạt được một cách nhanh chóng khiến Tư lệnh Phương diện quân Kalinin A. I. Yeryomenko nghi ngờ độ chính xác của các báo cáo. Khi đích thân K. N. Galitsky báo cáo xác nhận và đề xuất phát triển một cuộc tấn công mới vào Idritsa và Polotsk thì A. I. Yeryomenko cho tình hình trên mặt trận Kalinin vẫn căng thẳng nên không ủng hộ đề xuất đó và ra lệnh củng cố phòng ngự quanh Nevel. Đến cuối ngày 8 tháng 10, quân đội Liên Xô triển khai phòng thủ ở phía Bắc và phía Tây thành phố.
Ở cánh Nam, Quân đoàn bộ binh cận vệ 2 tiếp tục tấn công sang phía Tây Nam, đánh chiếm Blinky (???) và Zhukovo (???). Ngày 9 tháng 10, Tập đoàn quân xe tăng 3 (Đức) điều động các sư đoàn bộ binh 83, 122, 129, Sư đoàn an ninh 281 và Sư đoàn xe tăng 20 đến mặt trận từ phía Tây Nevel đến phía Tây Rudnya với ý đồ phản công lấy lại những vùng đất đai đã mất. Quân đoàn bộ binh cận vệ 2 (Liên Xô) bị chặn lại trước cửa ngõ Yezeritse (???), Khvoshno và Churilovo (???). Không quân Đức tăng dần các phi vụ ném bom bắn phá vào đội hình tấn công của Quân đội Liên Xô. Ngày 7 tháng 10 có 305 phi vụ, đến ngày 11 tháng 10 tăng lên 900 phi vụ. Nhiều trận không chiến giữa Sư đoàn tiêm kích 240 (Liên Xô) và máy bay Đức đã diễn ra trên bầu trời từ Nevel đến hồ Yezerutse. Ngày 11 tháng 10, Bộ tư lệnh Phương diện quân Kalinin lệnh cho các tập đoàn quân xung kích 3 và 4 chuyển sang tư thế phòng ngự để bảo vệ chiến quả.

### Trận thử lửa của Sư đoàn bộ binh Ba Lan Tadeusz Kosciuszko

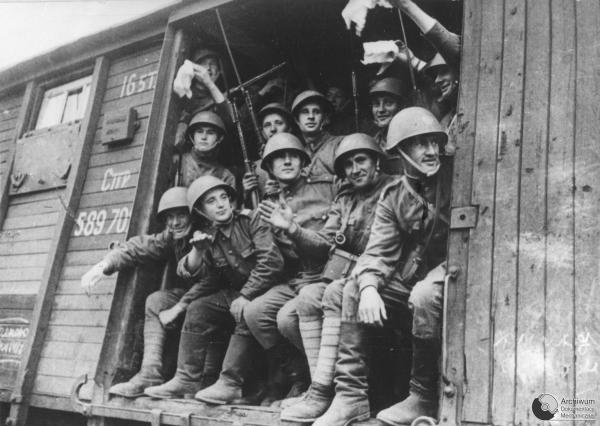
Sư đoàn bộ binh Ba Lan 1 mang tên Tadeusz Kosciuszko hành quân bằng tàu hỏa ra mặt trận, tháng 9 năm 1943

Trận Lenino diễn ra trên lãnh thổ của Cộng hòa Xã hội chủ nghĩa Xô viết Byelorussia từ ngày 12 đến ngày 13 tháng 10 năm 1943 là một sự phát triển sau Chiến dịch tấn công Smolensk (1943). Lenino là một thị trấn nhỏ nằm cách Orsha khoảng 35 km về phía Đông, trên biên giới Nga - Belarus. Tuy không án ngữ những con đường giao thông huyết mạch quan trọng nhưng Lenino có vai trò như một tiền đồn phòng thủ từ xa của quân Đức trên hướng Orsha. Tham gia trận đánh này có Tập đoàn quân 33 (Liên Xô) do trung tướng Vasili Nikolayevich Gordov chỉ huy. Các tập đoàn quân 10 và 21 sẽ tấn công yểm hộ hai bên sườn Tập đoàn quân 33. Lực lượng đột kích có Quân đoàn cơ giới 5. Tham gia chiến dịch có Sư đoàn bộ binh Ba Lan 1 mang tên Tadeusz Kosciuszko của thiếu tướng Zygmunt Berling (Ba Lan). Trong biên chế của sư đoàn này còn có Lữ đoàn xe tăng Ba Lan 1 được trang bị 41 xe tăng T-34 của Liên Xô. Toàn Sư đoàn bộ binh Ba Lan 1 có quân số 12.863 sĩ quan và binh sĩ, được trang bị 41 xe tăng T-34, 391 lựu pháo các cỡ, 335 pháo chống tăng, 673 súng cối, 1.724 đại liên và trung liên. Trong đội hình không quân Liên Xô tham gia trận đánh còn có Phi đoàn Normandie-Niemen được trang bị máy bay tiêm kích Liên Xô do các phi công Pháp điều khiển.
Ngày 30 tháng 9, Hội đồng quân sự Phương diện quân Tây phê chuẩn kế hoạch tấn công. Ngày 3 tháng 10, các tập đoàn quân 33, 10 và 21 bắt đầu triển khai các quân đoàn, sư đoàn thuộc thê đội 1. Sư đoàn bộ binh Ba Lan 1 được bố trí phía trước thị trấn Nikolaniki (???) trong một khu rừng gần làng Seltsy (???), Tây Bắc Lenino 15 km, nằm trong đội hình thê đội 2 phía sau các sư đoàn bộ binh 42, 290 và sẽ tấn công ở giữa hai sư đoàn này. Đóng đối diện với các lực lượng Liên Xô- Ba Lan là Sư đoàn bộ binh 337 (tái lập) và Sư đoàn bộ binh 113 thuộc Quân đoàn xe tăng 39 (Đức), tổng quân số khoảng 20.000 người, được trang bị 34 xe tăng và pháo tự hành, 595 pháo các cỡ, 76 súng cối, 137 súng máy hạng nặng và 18 súng phun lửa đặt trên xe thiết giáp. Phía sau hai sư đoàn này là Sư đoàn xe tăng 25 và một sư đoàn vệ binh SS đóng tại Punchitse.
5 giờ 55 phút sáng 12 tháng 10 năm 1943, pháo binh của Tập đoàn quân 33 (Liên Xô) bắt đầu nhả đạn vào các vị trí phòng thủ của quân đội Đức Quốc xã bên kia sông Mereya tại các cứ điểm Sulino (???), Polzhuchy (???), Trigubovo, Lenino, các điểm cao 217,6 và 215,5. Theo kế hoạch, các sư đoàn của Tập đoàn quân 33 phải tấn công lúc 7 giờ 35 phút nhưng một màn sương mù dày đặc đã bao trùm lên toàn bộ trận địa của quân Đức. Tầm nhìn xa giảm xuống dưới 50 m. Pháo binh Liên Xô phải ngừng bắn vì không nhìn thấy mục tiêu và vị trí đạn rơi. 8 giờ 20 phút, sương tan dần, tướng V. N. Gordov ra lệnh dùng cơ số đạn dự phòng thứ nhất tiếp tục pháo kích thêm 40 phút. 9 giờ sáng, các sư đoàn 42 và 290 Liên Xô mới khởi sự tấn công nhưng tính bất ngờ của trận đánh đã bị mất.
Trên cánh trái, Sư đoàn bộ binh 290 (Liên Xô) nhanh chóng vượt sông Mereya và đến 11 giờ ngày 12 tháng 10, đã làm chủ hoàn toàn thị trấn Lenino. Bên cánh phải, Sư đoàn bộ binh 42 (Liên Xô) bị mắc kẹt tại bờ Tây sông Mereya dưới chân điểm cao 217,6 và đến 12 giờ trưa vẫn dẫm chân tại chỗ. 10 giờ 30 cùng ngày, các trung đoàn bộ binh Ba Lan 1, 2 và Lữ đoàn xe tăng Ba Lan 1 đã vượt sông Mereya thành công và bắt đầu đột kích vào các cứ điểm phòng thủ của quân Đức tại Polzhuchy và điểm cao 215,5. Sau một giờ tấn công, hai trung đoàn bộ binh Ba Lan đã đánh chiếm các cứ điểm này. Quân Đức kháng cự quyết liệt. Trung đoàn bộ binh 313 (Đức) vẫn giữ vững điểm cao 217,6 trước các đợt công kích của Sư đoàn bộ binh 42 (Liên Xô). Trung đoàn bộ binh 261 thuộc Sư đoàn 113 (Đức) có 12 xe tăng yểm hộ được điều ra hướng Polzhuchy chặn mũi tấn công của Trung đoàn bộ binh Ba Lan 2, Trung đoàn bộ binh 688 (Sư đoàn 337) có tiểu đoàn pháo chống tăng cơ giới yểm hộ đã tổ chức phản kích nhằm chiếm lại điểm cao 215,5. Đến cuối buổi chiều ngày 12 tháng 10, Quân Đức chiếm nửa phía Tây điểm cao 215,5, Trung đoàn bộ binh Ba Lan 1 chiếm nửa phía Đông..
Sau 12 giờ, mây mù tan hẳn, không quân Đức xuất kích hơn 300 phi vụ cường kích đánh chặn các mũi đột kích của xe tăng và bộ binh Liên Xô - Ba Lan. Tập đoàn quân không quân 1 Liên Xô cũng xuất kích hơn 250 phi vụ cường kích và hơn 100 phi vụ tiêm kích đánh vào các vị trí quân Đức trên tiền duyên dọc sông Mereya và bắn phá sâu vào trung tâm phòng ngự chính của quân Đức ở Punischye (???). Các phi công tiêm kích Pháp thuộc Trung đoàn Normandie cũng xuất kích hơn 50 phi vụ, bắn rơi 13 máy bay ném bom của không quân Đức.
Đêm 12 tháng 10, Tiểu đoàn trinh sát của Sư đoàn bộ binh Ba Lan 1 đã bất ngờ đột nhập vào làng Trigubovo, phá tan Sở chỉ huy của Sư đoàn bộ binh 337 (Đức) và rút lui an toàn về bờ sông Mereya. Quân Đức cũng trả đũa bằng cách sử dụng những lính Đức biết tiếng Ba Lan ở vùng Silezia trà trộn vào phòng tuyến của quân Ba Lan và bất ngờ nổ súng giết chết và làm bị thương một số binh lính, sĩ quan của Sư đoàn bộ binh Ba Lan 1. Tuy nhiên, không có lính Đức nào còn sống sót trong các cuộc đột nhập này.
Để phá vỡ thế bế tắc, sáng ngày 13 tháng 10, tướng V. N. Gordov lệnh cho tướng Zygmunt Berling tung Trung đoàn bộ binh Ba Lan 3 từ thê đội 2 lên tham chiến. Tướng Zygmunt Berling yêu cầu tướng V. N. Gordov xem xét lại lệnh này bởi các trung đoàn bộ binh Ba Lan và Liên Xô đã chịu thương vong nặng nề sau một ngày chiến đấu và Tập đoàn quân 33 đã bị mất lợi thế bất ngờ ngay từ đầu buổi sáng 12 tháng 10. Ông đề nghị nên giữ vững các bàn đạp mới chiếm được bằng chiến thuật phòng ngự tích cực. Tướng V. N. Gordov bác đề nghị của tướng Zygmunt Berling và giữ nguyên lệnh tiếp tục tấn công sau khi pháo binh bắn chuẩn bị 20 phút. Tướng Zygmunt Berling vẫn thi hành mệnh lệnh nhưng rất bất bình trước quyết định này.
Sử dụng quyền hạn chỉ huy quân đội nước ngoài của mình, tướng Zygmunt Berling dùng điện thoại cao tần báo cáo thẳng ý kiến của mình lên Nguyên soái A. M. Vasilevsky, Tổng tham mưu trưởng Quân đội Liên Xô. A. M. Vasilevsky đồng ý với Zygmunt Berling và khẩn trương báo cáo, xin ý kiến của I. V. Stalin. Trong khi chờ đợi Moskva trả lời, Sư đoàn bộ binh Ba Lan 1 vẫn tiếp tục chiến đấu. Dù đã đưa 2 lữ đoàn cơ giới của Quân đoàn cơ giới 5 vào chiến đấu trong hành lang của Sư đoàn bộ binh 42 (Liên Xô) nhưng trong suốt ngày 13 tháng 10, các sư đoàn của Tập đoàn quân 33 và Sư đoàn bộ binh Ba Lan 1 không những không thể tiến lên được. Ngay từ buổi trưa, họ đều phải chuyển sang tư thế tác chiến phòng ngự cứng rắn trước các cuộc phản đột kích của Sư đoàn xe tăng 25 (Đức) để giữ vững các vị trí đã chiếm được.
17 giờ cùng ngày. Moskva có điện trả lời. I. V. Stalin kịch liệt quở trách tướng V. N. Gordov đã vi phạm nghiêm trọng quyền quyết định tham gia tác chiến của quân đội nước ngoài, đã không báo cáo trung thực lên Đại bản doanh về việc để cho Sư đoàn bộ binh Ba Lan 1 bị thiệt hại nặng. I. V. Stalin cũng ra lệnh trước 17 giờ ngày 14 tháng 10, tướng V. N. Gordov phải chịu trách nhiệm cá nhân về việc điều Sư đoàn bộ binh 164 (Liên Xô) vượt sông Mereya sang Lenino thay thế cho Sư đoàn bộ binh Ba Lan 1 và rút sư đoàn này về tuyến sau, trả lại cho Bộ Tổng tham mưu để bổ sung, củng cố. Chiến dịch tấn công Lenino bị đình chỉ vô thời hạn.
Sư đoàn bộ binh Ba Lan 1 bị thiệt hại đáng kể đến 23,7% quân số, khoảng 3.000 thương vong trong đó có 510 người tử trận, 625 người mất tích, 116 người bị bắt làm tù binh, 1.776 người bị thương. Quân đội Đức Quốc xã mất khoảng 1.500 người chết, 326 người bị bắt làm tù binh, 42 khẩu pháo và 5 xe tăng bị phá hủy, 22 máy bay bị bắn rơi. Tập đoàn quân 33 (Liên Xô) vẫn giữ được đầu cầu ở thị trấn Lenino và sau này, nó trở thành bàn đạp tấn công Orsha trong Chiến dịch Bagration.

### Chiến dịch Gomel - Rechitsa
Ngày 10 tháng 10 năm 1943, Phương diện quân Bryansk được giải thể, các tập đoàn quân 3, 11, 50 và 63 của nó được điều động vào biên chế của Phương diện quân Byelorussia do thượng tướng K. K. Rokossovsky chỉ huy. Cơ quan chỉ huy của Phương diện quân Bryansk được điều đến khu vực phía Bắc mặt trận Xô-Đức để thành lập Phương diện quân Pribaltic 2. Các tập đoàn quân cũ của phương diện quân này cùng với các tập đoàn quân cũ của Phương diện quân Trung tâm (cơ sở để thành lập Phương diện quân Byelorussya) đã chiến đấu trong Chiến dịch Gomel - Rechitsa từ ngày 10 đến ngày 30 tháng 11 năm 1943. Trong chiến dịch này, Quân đội Liên Xô đã tiến về phía Tây từ 100 đến 130 km, đánh bại 11 sư đoàn quân đội Đức Quốc xã thuộc các tập đoàn quân 2, 4, 9; chiếm Rechitsa ngày 18 tháng 11 và Gomel ngày 26 tháng 11. Chiến dịch Gomel - Rechitsa thắng lợi đã tạo sự uy hiếp mạnh của quân đội Liên Xô đe dọa sườn phải của Cụm tập đoàn quân Trung tâm (Đức) trên khu vực phía Nam "ban công Byelorussya" và cản trở giao thông liên lạc giữa Cụm tập đoàn quân Nam và Cụm Tập đoàn quân Trung tâm (Đức).

### Chiến dịch Gorodok
Tiếp tục các mục tiêu còn chưa hoàn thành của Chiến dịch tấn công Nevel, từ ngày 13 đến ngày 31 tháng 12 năm 1943, Phương diện quân Pribaltic 1 (nguyên là Phương diện quân Kalinin) do thượng tướng I. Kh. Bagramian chỉ huy đã sử dụng Tập đoàn quân xung kích 4, Tập đoàn quân cận vệ 11, Tập đoàn quân 43; các quân đoàn xe tăng 1 và 5 mở Chiến dịch Gorodok. Sau 18 ngày tấn công, quân đội Liên Xô đã bao vây và tiêu diệt 3 sư đoàn thuộc Tập đoàn quân xe tăng 3 (Đức) đánh thiệt hại nặng 3 sư đoàn khác. Chiến dịch đã hoàn thành mục tiêu cuối cùng mà Chiến dịch tấn công Nevel trước đó 2 tháng còn bỏ dở. Quân đội Liên Xô giải phóng Gorodok ngày 24 tháng 12, xóa bỏ một "chỗ lõm" nguy hiểm trên hướng Gorodok - Bychikha, tạo thế bao vây Vitebsk từ hướng Bắc và Tây Bắc, trong đó có bàn đạp Murozhnitsa (???) rất lợi hại án ngữ con đường sắt chiến lược từ Vitebsk đi Vilnius.

## Kết quả, đánh giá và ảnh hưởng

### Kết quả
Chiến dịch Smolensk là một chiến thắng quan trọng của Hồng quân Xô Viết và cũng là một thất bại nặng đối với quân đội phát xít Đức. Mặc dù kết quả giành được khá khiêm tốn khi so với các chiến dịch lớn diễn ra đồng thời và sau đó (Hồng quân chỉ tiến được 200-250 cây số), chiến thắng tại Smolensk có tầm quan trọng lớn đối với Hồng quân vì:
- 1) Hồng quân đã đẩy phát xít Đức ra xa khỏi thành phố thủ đô Moskva và thanh toán các bàn đạp quan trọng giúp người Đức tấn công thành phố. Mối đe dọa chiến lược đối với thủ đô Liên Xô - vốn là nỗi lo lớn nhất của Bộ Tổng tư lệnh tối cao STAVKA từ năm 1941 - cuối cùng đã được giải quyết.
- 2) Các tuyến phòng thủ - mà quân Đức vốn dựa vào đấy để đứng chân - gần như đã bị Hồng quân phá tan. Một số phòng tuyến vẫn còn tồn tại sau chiến dịch Smolensk, nhưng rõ ràng là chúng cũng sẽ không tồn tại lâu. Sau chiến tranh, một bản tường trình viết bởi các tướng lĩnh Đức đã cho rằng:

| “ | Mặc dù sự kháng cự mãnh liệt của các binh lính và sĩ quan đã giúp cho quân Đức giữ được một chiến tuyến nối liền, nhưng, không còn nghi ngờ gì nữa, với tình trạng tồi tệ của binh sĩ, việc thiếu hụt hoàn toàn các lực lượng dự bị, và việc các phòng tuyến của mỗi đơn vị bị buộc phải kéo dài ra đã ẩn giấu một nguy cơ rằng đợt tấn công lớn tiếp theo của Liên Xô sẽ khiến phòng tuyến chắp vá này - vốn được xây dựng nên với biết bao khó nhọc - sẽ sụp đổ tan tành. | ” |

- 3) Và như đã nói trên, Chiến dịch Smolensk đã "trói chân" 45-55 sư đoàn Đức tại khu vực này, khiến họ không thể điều quân xuống phía Nam chi viện cho quân Đức vốn đang chịu sự tấn công dữ dội của Hồng quân trong Chiến dịch phản công Hạ Dnepr.
- 4) Cuối cùng, mặt trận quân Đức tại chiến trường Xô-Đức không còn là một đường nối liền nữa, mà bị chia cắt bởi khu đầm lầy Pripyat rộng lớn và không-thể-vượt-qua. Cụm Tập đoàn quân Nam đã bị cắt rời khỏi các lực lượng Đức ở phía Bắc. Điều này ảnh hưởng nghiêm trọng đến việc điều quân Đức từ cánh Bắc xuống cánh Nam của mặt trận và ngược lại.[65]

### Đánh giá

#### Quân đội Liên Xô
Không thể nói là Hồng quân đã thất bại trong giai đoạn đầu của chiến dịch Smolensk, nhưng những thành quả khiêm tốn của họ trong giai đoạn này khiến STAVKA không hài lòng. Các chỉ huy Hồng quân đã đưa ra nhiều lời giải thích cho việc này. Phó Tổng tham nưu trưởng quân đội Liên Xô, tướng A. I. Antonov báo cáo "Chúng tôi đã phải đối phó với các khu rừng rậm và đầm lầy cùng với sự kháng cự quyết liệt của quân địch, vốn được tăng viện liên tục bằng các sư đoàn đến từ vùng Bryansk". Trong hồi ký của mình, Nguyên soái pháo binh N.N. Voronov, Ủy viên Đại bản doanh Bộ Tổng tư lệnh Tối cao Liên Xô đưa ra tám nguyên nhân chính dẫn tới tiến độ chậm chạp của Hồng quân trong giai đoạn này:
1. Bộ Tổng Tư lệnh Tối cao Lục quân Đức Quốc xã OHK biết rõ về cuộc tấn công của Hồng quân và đã tích cực chuẩn bị.
2. Các phòng tuyến của quân Đức được xây dựng tốt đến mức khác thường, với những hỏa điểm được bố trí kỹ lưỡng cùng với hệ thống chiến hào, hàng rào kẽm gai và những bãi mìn.
3. Một số Sư đoàn bộ binh của Hồng quân không được huấn luyện tốt để tấn công các hệ thống phòng thủ nhiều tầng nhiều lớp như ở chiến dịch Smolensk; nhất là các sư đoàn dự bị với quá trì huấn luyện không phải lúc nào cũng được giám sát kỹ lưỡng.
4. Hồng quân không có đủ xe tăng để tấn công quân Đức, vì vậy các chỉ huy Hồng quân buộc phải dựa nhiều vào các đơn vị pháo binh, bộ binh và số pháo cối của bộ binh để phá vỡ các phòng tuyến của quân Đức. Đồng thời các đợt phản kích liên tục cùng những bãi mìn bố trí dày đặc khắp phòng tuyến của quân Đức đã làm chậm bước tiến của Hồng quân.
5. Các trung đoàn và sư đoàn Hồng quân không tương tác tốt với nhau. Các đợt tấn công nhiều khi bị dừng lại bất chợt, và nhiều trung đoàn có xu hướng né tránh chiến sự và dồn hết gánh nặng cho các đơn vị khác.
6. Một số chỉ huy Hồng quân đã mất tinh thần trước các đợt phản kích liên tục của quân Đức và điều này khiến hành động của họ trở nên thiếu chính xác và mất bình tĩnh, bất chấp quân số của họ lớn hơn quân số của phát xít Đức rất nhiều.
7. Các đơn vị bộ binh không tận dụng tốt các vũ khí các nhân của họ (ví dụ các loại súng máy hạng nặng và pháo cối xách tay) mà dựa dẫm quá nhiều vào pháo binh.
8. Việc chiến dịch Smolensk bị dời từ ngày 3 đến ngày 7 tháng 8 đã khiến quân Đức có thêm thời gian chuẩn bị.
Vì vậy, N. N. Voronov đã điều Tập đoàn quân xe tăng 4 đến Phương diện quân Bryansk là hướng đánh có lợi cho xe tăng hơn hướng Smolensk. Ông cũng điều Quân đoàn pháo binh 8 đến Phương diện quân Tây để làm lực lượng đột phá các tuyến phòng thủ của quân đội Đức Quốc xã.
Sau những các giá khá cao phải trả tại Mặt trận Rzhev-Sychyovka-Vyazma năm 1942, quân đội Liên Xô đã rút ra được bài học về việc sử dụng các khí tài nặng trong đột phá các tuyến phòng thủ của quân đội Đức Quốc xã trên hướng Tây. Địa hình xen lẫn rừng rậm và đầm lầy trong khu vực Smolensk - Kalinin không cho phép sử dụng đội hình xe tăng tấn công dày đặc để đột phá trên một chiều sâu lớn như trên hướng Ukraina hoặc Byelorussia. Ở đây, mỗi bước tiến của xe tăng cần sử dụng nhân lực công binh gấp đôi so với các mặt trận miền Nam (trừ khu vực cửa sông giáp Biển Đen). Vì vậy, việc sử dụng đội hình xe tăng tấn công ở cấp quân đoàn là phù hợp. Bù lại cho mật độ xe tăng thưa thớt (nơi cao nhất không quá 24 chiếc/km chính diện) là mật độ pháo binh rất cao. Hỏa lực của 150 đến 180 nòng pháo/km chính diện (chưa kể hỏa tiễn Katyusha) bảo đảm để hủy diệt phần lớn các tuyến phòng thủ của quân đội Đức Quốc xã với chiều sâu hàng chục km. Tuy nhiên, việc sử dụng hạn chế xe tăng đã dẫn đến tốc độ tấn công của các phương diện quân Liên Xô trên hướng Tây dần dần chậm lại vì việc cơ động pháo binh, đặc biệt là pháo binh hạng nặng khó khăn hơn cơ động xe tăng. Và đến giữa tháng 12 năm 1943, họ buộc phải tổ chức phòng thủ trên đường biên giới Nga - Belarus. Đà tấn công của Hồng quân bị chững lại vào cuối năm 1943 không nằm trong mong đợi của Bộ Tổng tư lệnh tối cao Liên Xô. Nhưng ít nhất trong thời gian này, chiến sự ở khu vực Smolensk đã trói chân 40% các lực lượng Đức tại Mặt trận Xô-Đức, khiến việc tác chiến của Hồng quân tại các chiến dịch trên hướng Kursk diễn ra thuận lợi hơn. Bộ Tổng tư lệnh tối cao Stavka quyết định mở lại các đợt tấn công vào khu vực Smolensk vào ngày 21 tháng 8, nhưng sau đó họ dời thời gian này lại một chút để các đơn bị Hồng quân có thời gian nghỉ ngơi và bổ sung lực lượng.
Giải thích cho tốc độ tấn công chạm chạp của ba Phương diện quân Liên Xô trên hướng Tây chỉ đạt từ 4,5 đến 6,5 km/ngày, nguyên soái N. N. Voronov cho rằng:
| “                                                        | Phải nói thẳng rằng tư duy này là khá phổ biến, ngay cả trong số những chiến thắng quyết định trên mặt trận phía Nam. Chúng tôi không thể đồng ý với những người buộc tội chúng tôi rằng tốc độ tấn công trung bình thấp, rằng chúng tôi đã kéo dài thời gian tạm dừng chiến dịch. Họ quên mất một thực tế rằng nếu không có đủ xe tăng và máy bay, không tích lũy đủ đạn được, không tập trung đủ binh lực và phương tiện thì không thể nào tấn công liên tục theo kiểu "cứ thấy bở thì đào mãi" được | ” |
| — N. N. Voronov, nguyên soái Tư lệnh pháo binh Liên Xô.. | |   |

Chiến dịch thu được thắng lợi có một phần đóng góp không nhỏ của các Tập đoàn quân không quân 1 và 3 (Liên Xô). Trong 2 tháng, các tập đoàn quân không quân này đã xuất kích 38.946 phi vụ, trung bình hơn 600 phi vụ một ngày. Trong đó có 7.379 phi vụ vận tải (19%); 6.615 phi vụ hộ tống máy bay ném bom và máy bay tấn công (17%); 11.789 phi vụ ném bom (30%), trong số có 8.961 phi vụ ném bom ban đêm (23%); 6.602 phi vụ tấn công mặt đất(17%); 2.279 phi vụ trinh sát và hỗ trợ pháo binh xạ kích (6%); 133 phi vụ vận tải hoàng hóa, vũ khí cho du kích (0,3%); 114 phi vụ rải truyền đơn (0,3%); 4.025 phi vụ liên lạc và làm nhiệm vụ đặc biệt (10,4%). Quy mô hoạt động của không quân Liên Xô trong Chiến dịch Smolensk (1943) cao hơn cả Chiến dịch Stalingrad (14.000 phi vụ), Chiến dịch Kursk (9.000 phi vụ) và Chiến dịch Bagration (13.500 phi vụ). Tiếp sức với không quân mặt trận, không quân ném tầm xa cũng dành hơn 1.500 phi vụ để yểm hộ trực tiếp hoặc gián tiếp cho chiến dịch.
Bên cạnh lực lượng quân đội chính quy, Liên Xô còn có hàng trăm đội du kích hoạt động trên một địa bàn rộng lớn phía sau lưng các lực lượng Đức Quốc xã. Chính những đội du kích mà một số trong đó có quy mô đến cấp sư đoàn, trung đoàn đã tiến hành một cuộc "chiến tranh đường sắt" trên khắp phạm vi chiếm đóng của quân đội Đức Quốc xã. Cuộc chiến không quy ước này thực sự là một mặt trận mà không có trận tuyến rõ rệt. Nó đã gây những thiệt hại đáng kể cho quân đội Đức Quốc xã. Hàng vạn lính Đức thương vong, hàng trăm km đường sắt và cầu cống bị phá hủy, hàng chục nhà ga đầu mối bị tấn công, làm cho các tuyến tiếp tế, hậu cần đảm bảo của quân đội Đức Quốc xã bị gián đoạn, ảnh hưởng đáng kể đến sức chiến đấu của quân đội này.

#### Quân đội Đức Quốc xã
Do kết quả của việc rút quân khỏi "chỗ lồi" Rzhev - Vyazma, mật độ phòng thủ của Cụm tập đoàn quân Trung tâm được tăng lên gần gấp đôi về binh lực và phương tiện. Quân Đức đã tổ chức tốt mạng lưới phòng thủ trên cả ba tuyến với nhiều lớp, buộc các phương diện quân Liên Xô phải bóc gỡ từng lớp, từng tuyến nên đã tranh thủ được thời gian để củng cố các lớp phòng thủ phía trong làm chậm dần đà tấn công của quân đội Liên Xô. Các lực lượng xe tăng được bố trí làm thê đội cơ động trong phòng ngự cũng gây nhiều khó khăn cho quân đội Liên Xô bằng các đòn phản kích mạnh.
Tuy hình thành thế liên hoàn nhưng mạng lưới phòng thủ của Cụm tập đoàn quân Trung tâm (Đức) cũng bộc lộ một số điểm yếu. Đó là mâu thuẫn giữa phòng thủ cứ điểm và phòng thủ diện địa. Mặc dù các trung tâm phòng ngự được xây dựng rất kiên cố nhưng quân Đức không đủ binh lực để rải ra khống chế các con đường giao thông quan trọng nối liền các trung tâm phòng ngự, các cứ điểm quan trọng. Do vậy, khi một trung tâm phòng ngự hoặc một cứ điểm bị cắt đường giao thông với tuyến sau và với các trung tâm, cứ điểm khác, quân Đức phải mất thêm thời gian và tiêu hao binh lực vào việc khai thông các đường giao thông. Nhược điểm này được quân đội Liên Xô khai thác triệt để vào giai đoạn thứ hai và giai đoạn thứ ba của chiến dịch để thực hiện chiến thuật "vây điểm, diệt viện", buộc quân Đức phải chịu mất dần từng trung tâm phòng ngự, từng cứ điểm, dẫn đến sự sụp đổ của một tuyến phòng thủ.
Thất bại của quân Đức trong cuộc chiến chống chiến tranh du kích cũng dẫn đến những thất bại của quân Đức trên mặt trận. Sau nhiều cuộc tảo thanh năm 1942 và nửa đầu năm 1943, du kích Liên Xô không những vẫn tồn tại mà còn phát triển lên quy mô hàng chục sư đoàn trong các khu vực từ Nevel đến Bryansk, trên cả lãnh thổ Nga và lãnh thổ Belarus. Trong nửa sau năm 1943 trên khu vực phía Tây của Nga và Belarus đã có hàng trăm đoàn tàu chở hàng quân sự Đức bị du kích tấn công. Hàng trăm km đường ray, hàng chục nhà ga đầu mối bị phá hoại. Du kích Liên Xô còn mở các cuộc tấn công vào các sở chỉ huy, các kho hậu cần của quân Đức, gây nhiều thiệt hại. Quân Đức có thể tạm ổn định mặt trận khi quân đội Liên Xô ngừng tấn công nhưng không thể ổn định được hậu cứ. Đây cũng là một trong những nguyên nhân khiến 2 trong 3 tuyến phòng thủ của quân Đức trên hướng Smolensk sụp đổ sau hai tháng.

### Ảnh hưởng
Sau chiến dịch, Cụm tập đoàn quân Trung tâm (Đức) chỉ còn giữ được tuyến phòng thủ cuối cùng từ Vitebsk qua Orsha, Mogilev, Bobruysk và bị đứt đoạn ở phía Đông đầm lầy Pripyat rộng lớn. Tuyến phòng thủ này làm thành một cung lồi nhô về phía Đông được gọi là cái "Ban công Byelorussia" chứa đựng nhiều nguy cơ bị tấn công từ hai bên sườn. Mất các khu vực Smolensk, Kalinin (nay là tỉnh Tver), Bryansk và Gomen, Cụm tập đoàn quân Trung tâm (Đức) đã không những phải hoàn toàn từ bỏ giấc mộng đánh chiếm Moskva mà còn phải lo đối phó với cuộc chiến đã tiến gần hơn đến biên giới phía Đông nước Đức Quốc xã.
Lần đầu tiên, Hồng quân Xô Viết đã tiến vào một khu vực bị phát xít Đức chiếm giữ suốt một thời gian dài và phát hiện ra những bằng chứng về tội ác chiến tranh gây ra do các lực lượng SS, Einsatzgruppen và các đơn vị quân đội phát xít Đức. Trong các vùng lãnh thổ được giải phóng trong chiến dịch Smolensk (đã bị quân Đức chiếm đóng suốt gần hai năm), các cơ sở kinh tế nông nghiệp và công nghiệp đã bị phá hủy sạch sẽ. Chính tại tỉnh Smolensk, gần 80% khu vực thành thị và 50% khu vực nông thôn đã bị phát xít Đức hủy diệt, cùng với vô số nhà máy, xí nghiệp.
Sau chiến dịch Smolensk, phần Trung tâm của mặt trận Xô-Đức trở nên ổn định trong một thời gian dài cho đến tháng 6 năm 1944. Trong lúc đó, trọng tâm của chiến tranh chuyển về phía Nam, tại phòng tuyến sông Dnepr và khu vực lãnh thổ của Cộng hòa Xô Viết Xã hội chủ nghĩa Ukraina. Cho đến tháng 1 năm 1944, trọng tâm của chiến tranh lại chuyển lên phía cực Bắc của mặt trận, với việc Hồng quân thủ tiêu toàn bộ vòng vây của quân Đức tại Leningrad vốn đã tồn tại suốt 900 ngày. Sau đó, bằng chiến dịch Bagration (23 tháng 6 đến cuối tháng 7 năm 1944) Quân đội Liên Xô đã đánh tan Cụm Tập đoàn quân Trung tâm, quét sạch quân Đức khỏi Liên Xô và đưa chiến tranh vào lãnh thổ của Đức, Ba Lan.